# Brigate Rosse
Le Brigate Rosse (BR) sono state un'organizzazione terroristica italiana di estrema sinistra costituitasi nel 1970 per propagandare e sviluppare la lotta armata rivoluzionaria per il comunismo. Di matrice marxista-leninista, è stato il più potente, il più numeroso e il più longevo gruppo terroristico di sinistra del secondo dopoguerra esistente in Europa occidentale.
In base ai racconti di alcuni dei principali militanti, la decisione di intraprendere la lotta armata sarebbe stata presa in un convegno tenuto nell'agosto del 1970 in località Pecorile, frazione di Vezzano sul Crostolo (RE) a cui partecipò un centinaio di delegati dell'estremismo di sinistra provenienti da Milano, Trento, Reggio Emilia e Roma. Nell'organizzazione confluirono i militanti del cosiddetto «gruppo reggiano», tra cui Alberto Franceschini, quelli del gruppo proveniente dall'Università di Trento, tra cui Renato Curcio e Margherita Cagol, e quelli del gruppo di operai e impiegati delle fabbriche milanesi Pirelli e Sit-Siemens, tra cui Mario Moretti.
Le prime azioni rivendicate come "Brigate Rosse" risalgono al 1970. Dopo una fase di cosiddetta "propaganda armata" con attentati dimostrativi all'interno delle fabbriche e sequestri di dirigenti industriali e magistrati, dal 1974 al 1976 vennero arrestati o uccisi i principali brigatisti del gruppo iniziale. Da quel momento la direzione dell'organizzazione passò ai brigatisti nel nuovo Comitato Esecutivo in cui assunse un ruolo determinante Mario Moretti, che potenziarono notevolmente la capacità logistico-militare del gruppo, estendendo l'azione – oltre che nelle città del Nord – anche a Roma e Napoli, moltiplicando gli attacchi sempre più cruenti contro politici, magistrati, industriali e forze dell'ordine, con il massimo dell'attività tra il 1977 e il 1980.
Momenti culminanti dell'attività del gruppo furono l'agguato di via Fani e il sequestro Moro nella primavera 1978; con il rapimento e l'uccisione di Aldo Moro le Brigate Rosse sembrarono in grado di influire in modo decisivo sull'equilibrio politico italiano e di poter sovvertire l'ordine democratico della Repubblica.
L'organizzazione entrò in crisi nei primi anni ottanta per il suo irreversibile isolamento all'interno della società italiana e venne progressivamente distrutta grazie alla crescente capacità di contrasto da parte delle forze dell'ordine, e anche grazie alla promulgazione di una legge dello Stato italiano che concedeva cospicui sconti di pena ai membri che avessero rivelato l'identità di altri terroristi. Nel 1987 Renato Curcio e Mario Moretti firmarono un documento in cui dichiaravano conclusa l'esperienza delle BR.
Secondo l'inchiesta di Sergio Zavoli La notte della Repubblica, dal 1974 (anno dei primi omicidi ad esse attribuiti) al 1988 le Brigate Rosse hanno rivendicato 86 omicidi: la maggior parte delle vittime era composta da agenti di polizia e carabinieri, magistrati e uomini politici. A questi vanno aggiunti i ferimenti, i sequestri di persona e le rapine compiute per «finanziare» l'organizzazione.
Renato Curcio ha calcolato che 911 persone sono state inquisite per avere fatto parte delle BR, alle quali vanno aggiunte altre 200-300 persone facenti parte dei vari gruppi armati che dalle BR si staccarono (Partito Comunista Combattente, Unità Comuniste Combattenti, Partito Guerriglia, Colonna Walter Alasia).
La denominazione Brigate Rosse è ricomparsa, dopo anni di assenza, nel 1999, per rivendicare nuovi cruenti attentati nel periodo 1999-2003. In un comunicato emesso nel 2003 dalla procura della Repubblica di Bologna l'organizzazione veniva considerata ancora attiva con nuovi componenti.

## Storia
Le Brigate Rosse operarono in Italia a partire dall'inizio degli anni settanta, attraverso una struttura politico-militare compartimentata e organizzata per cellule. Compivano atti di guerriglia urbana e terrorismo contro persone ritenute rappresentanti del potere politico, economico e sociale (uccisione, ferimento o sequestro di numerosi uomini politici, magistrati e giornalisti).

### Le origini: la nascita del «partito armato»
Fin dai suoi albori, l'organizzazione terroristica comprendeva tre distinte anime, ognuna delle quali ebbe una propria peculiare genesi e una propria data di nascita. La galassia brigatista si presentava tutt'altro che monolitica, in quanto le diverse correnti ivi confluite erano solo ideologicamente e politicamente affini, ma non sempre concordi e coerenti sui modi, sui mezzi e sui tempi indispensabili al raggiungimento del fine. Esisteva un'ala marxista pura e dura, cui apparteneva – ad esempio – Franceschini, secondo la quale i partigiani furono disarmati prima ancora che fosse terminata la guerra di liberazione, in accordo alla tesi della "Resistenza tradita". Ad essa s'affiancò un'ala «sindacalista militante» (il cui rappresentante di spicco fu Moretti), meno tesa ad elaborazioni teoriche, anteponendovi la pratica di lotta con rapimenti, intimidazioni e attentati, da compiersi principalmente in situazioni legate alla fabbrica. Da ultima, s'identifica un'ala inquadrabile come «catto-comunista», teorica ed egualitaria che aveva in Curcio e in Margherita Cagol gli esponenti più noti. A questa partizione accenna Giorgio Galli nel suo libro Storia del partito armato, suggerendo – altresì – l'ipotesi che fosse proprio la mancanza di collante strategico, presente sin dalla fondazione del movimento, la causa prima della scissione delle Brigate Rosse in gruppi di minor calibro avvenute negli anni tra il 1979 e il 1984, lasciando intravedere un punto debole proprio in quest'anima plurima della galassia brigatista.
Le motivazioni che spinsero allora molti giovani prender parte all'organizzazione, convinti che «la politica dovesse essere intesa solo come azione, come attacco frontale e senza riserve», risiedevano nelle scelte di scardinare senza mediazioni diplomatiche il sistema di gestione del potere politico. Dal punto di vista di chi scelse la via rivoluzionaria, questo potere era completamente in mano ad esponenti della precedente generazione che non potevano esser rimossi per via democratica; gli uni erano intenti a recuperare i valori della libertà del Paese dagli stranieri, nazisti o americani che fossero, gli altri tesi a «forgiare» una società egualitaria in cui marxismo e cattolicesimo radicale fossero fusi insieme, tant'è vero che – secondo la testimonianza di Franceschini – lo stesso Curcio ebbe una volta ad affermare che «Gesù Cristo fu il primo comunista della storia».
L'ideologia brigatista si riconduceva – a loro dire – a un'«incompiuta lotta di liberazione partigiana dell'Italia»: come i partigiani liberarono il popolo dalla dittatura nazifascista, il nuovo movimento rivoluzionario avrebbe dovuto liberare una volta per tutte il popolo dalla servitù alle multinazionali statunitensi. Alla logica partigiana si ispiravano i soprannomi che i brigatisti utilizzavano per celare la vera identità, nonché la struttura verticale dell'intera organizzazione: gruppi di fuoco inquadrati in cellule, a loro volta raggruppate in colonne sotto l'egida della direzione strategica.

#### Gli albori: il Collettivo Politico Metropolitano
Agli albori della loro storia, le BR erano un ristretto gruppo rivoluzionario che aveva scelto l'azione diretta come pratica di lotta facendo riferimento ai gruppi armati appena sorti in Italia, i Gruppi di Azione Partigiana fondati da Giangiacomo Feltrinelli (che prendevano il nome ispirandosi alla formazione partigiana, i Gruppi di Azione Patriottica al tempo della Resistenza) e il gruppo genovese XXII Ottobre. Altra fonte d'ispirazione furono, secondo Alberto Franceschini, i Tupamaros, guerriglieri attivi negli anni 1960 in Uruguay, da cui trassero il simbolo, e l'esercito nordvietnamita, mentre tra le singole persone il guerrigliero preso come modello di riferimento era Ernesto Che Guevara.
Secondo altri, il simbolo della stella pentapuntata asimmetrica derivò dal logo della Pensione Stella Maris di Chiavari (GE), dove, nel novembre 1969 venne tenuto uno dei due convegni che tennero a battesimo l'organizzazione terroristica.
I personaggi che diedero vita a questo progetto provenivano dalla facoltà di sociologia dell'Università di Trento (Renato Curcio, Margherita Cagol, Giorgio Semeria) (slogan riconosciuti all'epoca erano «Alzare il tono dello scontro», tipico degl'ambienti legati al movimento Lotta Continua, e «Vietato vietare!», mutuato dai moti del Maggio francese), dalla federazione giovanile del PCI di Reggio Emilia (Alberto Franceschini, Prospero Gallinari e Roberto Ognibene) e dal movimento delle fabbriche (Mario Moretti, Corrado Alunni e Alfredo Bonavita).

Margherita Cagol.

Renato Curcio.

Il coordinamento di un certo numero di collettivi autonomi, nell'autunno del 1969 a Milano, prese il nome di Collettivo Politico Metropolitano (CPM), un movimento fondato da Curcio e Simioni l'8 settembre 1969 che raccoglieva tutte le idee in fermento della nuova sinistra di quel periodo. Il CPM raccolse decine di collettivi eterogenei composti da operai, cantanti, grafici, insegnanti, tecnici, attori e musicisti e lavorò sotto forma di centro politico-ricreativo-culturale fino al dicembre di quello stesso anno, quando per le mutate condizioni politiche (la tensione generale dovuta alla strage di piazza Fontana) cessò l'attività e diede vita all'organizzazione extraparlamentare Sinistra Proletaria.

#### Evoluzione: Sinistra Proletaria
Tale organizzazione esprimeva alcune delle posizioni teoriche che saranno alla base della piattaforma ideologica brigatista: l'occupazione statunitense dell'Italia tramite le multinazionali si esprimeva con la collocazione al potere di una classe dirigente immutabile e non eliminabile per via pacifica tramite le elezioni. Sinistra Proletaria sarà l'organizzazione di riferimento per alcuni gruppi di operai e tecnici di due grossi stabilimenti produttivi milanesi, la Sit-Siemens e la Pirelli. Ad essi si affiancarono studenti di diversa estrazione e sotto-proletari dei quartieri popolari di Milano (in particolare il Lorenteggio, Quarto Oggiaro e il Giambellino).
Ad accomunare questi militanti, tra i quali molti diventeranno esponenti del nucleo storico delle Brigate Rosse – fu il marxismo-leninismo nella versione della Terza Internazionale, rinverdita dall'analisi maoista. Proprio la diversità tra la visione maoista (era allora in pieno svolgimento in Cina la cosiddetta «Rivoluzione Culturale», che fu interpretata da alcune frange della sinistra extraparlamentare quale «rivoluzione») sul coinvolgimento delle masse popolari, e quella del marxismo-leninismo ortodosso (ruolo indiscutibile del «Partito-Guida») creerà, in futuro, una frattura insanabile all'interno delle BR.
Alcuni militanti provenivano dall'esperienza cattolica. La facoltà di sociologia dell'Università di Trento fu istituita nel 1962, anno in cui s'iscrisse lo studente Renato Curcio. In tale ambiente nacque e si sviluppò quella che diventerà poi la sintesi tra cristianesimo e rivoluzione di quegli anni, ossia la consapevolezza che il Regno di Dio sia da ricondurre al regno dell'uguaglianza teorizzato dal marxismo rivoluzionario. Non è casuale che alcune provenienze appartengano al mondo cattolico, laddove il Vangelo veniva sentito come «lettera tradita»: tra questi Renato Curcio e Marco Boato. Da Trento Curcio e la sua compagna Margherita Cagol si trasferirono poi a Milano, dove nel 1969 contribuirono alla fondazione del CPM.
Questa unione di militanti provenienti da ambienti cattolici, quali Curcio, Cagol, Ferrari e Giorgio Semeria) oppure da iscritti al PCI come Alberto Franceschini, Roberto Ognibene, Prospero Gallinari farà indicare il cattocomunismo nell'analisi di Giorgio Bocca, come il padre ispiratore di questi gruppi rivoluzionari.

#### Fondazione delle Brigate Rosse
Non esiste un atto ufficiale di fondazione delle Brigate Rosse. Molti ritengono che la nascita dell'organizzazione sia avvenuta nel corso del convegno organizzato dal CPM dall'1 al 5 novembre 1969 e nella successiva seduta conclusiva del 28 novembre 1969, nell'albergo Stella Maris di Chiavari (di proprietà ecclesiastica, la cui sala convegni fu all'uopo affittata da Curcio o da Semeria con positive referenze fornite dall'ignara Azione Cattolica, autorizzazione concessa attraverso l'approvazione del Monsignor Luigi Maverna, al tempo amministratore apostolico della diocesi di Chiavari), dove si tenne un convegno cui parteciparono i militanti del CPM; il convegno dell'hotel Stella Maris Alberto Franceschini lo considera l'antitesi del convegno dell'hotel Parco dei Principi di Roma, il 3–5 maggio 1965 e la risposta "proletaria" alla campagna di terrore scatenata con gli attentati sui treni dell'agosto precedente.
Secondo Alberto Franceschini in quell'occasione non si accennò alla lotta armata e alla clandestinità, che divennero in seguito tratti distintivi dei militanti delle BR. Di diversa opinione è Giorgio Galli il quale, nel suo libro Storia del partito armato (1986), ha sostenuto che – nel contesto della summenzionata riunione – fu trattato il tema "Il fiore violento della lotta armata" ed uno degl'interventi aveva titolo: "Ora o mai più!", in questo confermato dalle confessioni di uno dei partecipanti, Corrado Simioni, al tempo molto amico di Curcio, ma che si dissociò dal progetto violento delle nascenti Brigate Rosse.

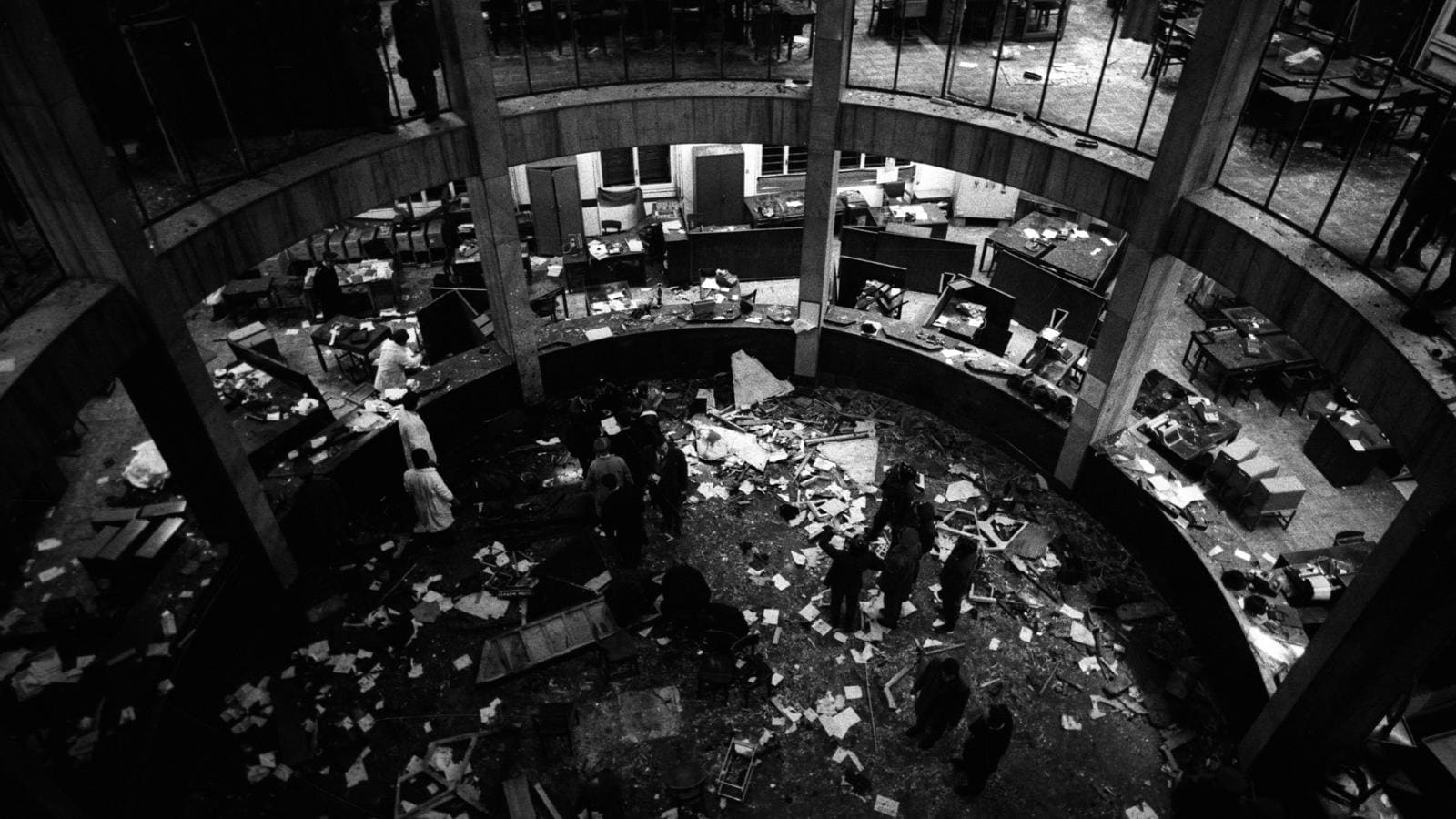
Interno della Banca Nazionale dell'Agricoltura di piazza Fontana dopo l'esplosione (12 dicembre 1969), di cui è stata accertata la matrice neofascista anche se inizialmente attribuita a gruppi anarchici o extraparlamentari di sinistra.

Dopo la strage di piazza Fontana del 12 dicembre 1969 (meno di un mese dopo il convegno di Chiavari), che diede avvio agli anni di piombo, gran parte dei movimenti del tempo considerò quell'attentato come «strage di Stato» intesa a dissuadere il cammino delle lotte operaie e studentesche, e il dibattito già in corso sull'uso della violenza trovò in molte formazioni extraparlamentari sollecitazione e impulso per la creazione di un gruppo armato di autodifesa.
Il 17 agosto del 1970, presso l'albergo "Da Gianni" a Costaferrata (al tempo Casina) di Pecorile (frazione di Vezzano sul Crostolo), si riunirono i militanti di Sinistra Proletaria e fu decisa la fusione del troncone favorevole alla lotta armata con quello sindacalista.
In realtà, appare difficile identificare un luogo e una data precisa per la nascita del futuro «Partito Armato». Panorama e altri ritengono che la vera genesi del movimento terrorista sia da ricercare nella riunione di Costaferrata (RE) dell'agosto 1970. Secondo queste fonti, si è creduto a lungo che le Brigate Rosse fossero nate dopo un congresso all'hotel Stella Maris di Chiavari, nell'autunno 1969. In Liguria vennero forse decise la clandestinità e la lotta armata, ma la scelta di dar vita ad un movimento guerrigliero era stata fatta altrove. Tonino Loris Paroli, militante della colonna torinese delle BR detenuto per 16 anni, ha raccontato che la vera nascita del gruppo avvenne Da Gianni, ristorante con alloggio a Costaferrata, frazione del comune di Casina, a 650 metri sui monti intorno a Reggio Emilia, in Val d'Enza, di fronte ai ruderi del castello di Matilde di Canossa. Fu un vero congresso, durò dal lunedì al sabato (17 - 22 agosto 1970). Parteciparono una settantina di fuoriusciti dalle sezioni del PCI reggiano, milanese e trentino, che avevano preso alloggio nelle case del paese e chiesto aiuto anche al parroco, Don Emilio Manfredi, per la logistica. Il maresciallo dei carabinieri avvertito della riunione si informò se disturbassero e poi non si occupò più della faccenda. Fra i partecipanti molti sarebbero stati dei protagonisti negli anni successivi: i duri di Reggio, quelli del «movimento dell'appartamento» quasi al completo (un gruppo di giovani, in gran parte provenienti dal PCI e dalla FGCI, ma anche dal mondo cattolico e dall'area anarchica, che cominciarono a ritrovarsi dall'estate 1969 in una grande soffitta in via Emilia S. Pietro 25 a Reggio Emilia), Sinistra Proletaria, militanti di Milano, di Torino, di Genova, due di Trento.
Dai detrattori delle BR la denominazione «Brigate Rosse» venne facilmente affiancata ai corpi di repressione antipartigiana della Repubblica Sociale Italiana, le Brigate Nere. Uno dei suoi fondatori (Renato Curcio) ha raccontato in realtà di un riferimento all'organizzazione armata legata alla Resistenza partigiana milanese, la Volante Rossa, da cui l'aggettivo «Rossa» legato a «Brigata», tipica denominazione militare oltre che partigiana (le Brigate Garibaldi). Le prime azioni dell'organizzazione infatti furono firmate «Brigata Rossa» al singolare.

### Periodo 1970-1974: la «propaganda armata»
Tra il 1970 e il 1974 le BR agirono prevalentemente con piccoli gruppi che operavano all'interno delle fabbriche in modo spesso clandestino. Inizialmente agirono solo nel milanese, successivamente estesero il proprio operato in Piemonte, Liguria, Veneto ed Emilia-Romagna. Le BR si strutturarono in gruppi parasindacali ognuno dei quali, detto «Brigata», aveva il compito di fare propaganda nelle fabbriche e in particolare nelle aziende soggette a piani di ristrutturazione o nelle quali il rapporto dei lavoratori con la dirigenza e la proprietà fosse particolarmente conflittuale.
I militanti delle BR, oltre a diffondere le proprie idee, presero di mira quadri e dirigenti aziendali, incendiandone le auto o realizzando brevi sequestri, della durata di qualche ora o di pochi giorni, allo scopo di intimidire il rapito e la dirigenza dell'azienda e dimostrare la forza e la spregiudicatezza dell'organizzazione. Fu usato lo slogan «Colpirne uno per educarne cento».
Durante il triennio iniziale, l'obiettivo era quello di dimostrare, all'interno delle lotte operaie, che – unicamente attraverso la guerriglia urbana – era possibile un'alternativa politica ai partiti tradizionali. A questo riguardo Franceschini scrisse: «Ricordiamo che l'Italia viveva anni bui. Stragi di stato, tentativi di golpe [...] questo era il contesto in cui le Brigate Rosse hanno incominciato ad agire».
In seguito, l'orizzonte si allargò e si fece il salto di qualità: parole d'ordine diventarono abbattere lo Stato borghese, cacciare gli occupanti statunitensi e imporre l'espulsione della NATO: creare dunque dei rapporti di forza differenti in un Paese a sovranità limitata, dove anche la democrazia era confiscata a profitto del singolare sistema politico del consociativismo. Da tener presente che le diverse anime del movimento eversivo erano legate ed accomunate unicamente dall'ideologia. Questo collante verrà meno quando l'ala intransigente non esitò a colpire il sindacalista Guido Rossa (1979): da quel momento la componente sindacalista del movimento avviò la separazione dalla componente politico-rivoluzionaria.

#### 1970 - 1972

Milano: scritta sul muro inneggiante le Brigate Rosse (inizio anni '70)

Nell'aprile 1970, i primi volantinaggi e i primi comizi iniziarono a Milano, la capitale industriale dell'Italia. Nacque così un nuovo progetto di guerra civile, ma l'opinione pubblica non se ne accorse. Anche lo Stato li sottovalutò. Il 14 agosto 1970, all'interno dello stabilimento Sit-Siemens di piazzale Zavattari, a Milano, venne ritrovato un pacco di ciclostilati il cui testo conteneva insulti rivolti a «dirigenti bastardi» e «capi reparto aguzzini» da mettere fuori gioco. Otto giorni dopo le BR si fecero vive ancora. In pieno giorno un motociclista, casco e occhialoni, passò davanti allo stabilimento Sit-Siemens di Settimo Milanese e scagliò all'altezza del cancello d'ingresso un centinaio di volantini. Tali ciclostilati contenevano nomi e indirizzi di dirigenti e operai dell'azienda, accusati di legami con il padronato, «che devono essere colpiti dalla vendetta proletaria». L'invito rivolto agli operai è perentorio, «dovete agire». Anche questo volantino era firmato «Brigate Rosse».
Poche settimane dopo, il 17 settembre, in via Moretto da Brescia (sempre a Milano) furono fatte esplodere due taniche di benzina nei box per auto di Giuseppe Leoni, direttore del personale alla Sit-Siemens. Furono le prime azioni rivendicate dalle BR.
Scenario assai simile si verificò alla Pirelli: prima apparvero dei volantini con una lista di proscrizione, poi, il 27 novembre, venne data alle fiamme l'auto di Ermanno Pellegrini, capo dei servizi di vigilanza dello stabilimento. La direzione reagì licenziando un ignaro operaio, tal Della Torre, ma di nuovo le BR ribatterono incendiando anche l'auto al capo del personale, e nel rivendicare questa azione misero in risalto l'inumanità del licenziamento, da parte della dirigenza Pirelli, di un «padre di famiglia e comandante partigiano».
Il Corriere della Sera definì le BR una «fantomatica organizzazione extraparlamentare»; l'Unità attribuì l'attentato a gente che «pur mascherandosi dietro anonimi volantini con fraseologia rivoluzionaria agisce per conto di chi, come lo stesso Pirelli, è interessato a far apparire agli occhi dell'opinione pubblica la responsabile lotta dei lavoratori per il rinnovo del contratto come una serie di atti teppistici». La replica brigatista fu: «A Lainate è stato colpito lo stesso padrone che ci sfrutta in fabbrica e ci rende la vita insopportabile. Provocatore è Leopoldo Pirelli, il quale illudendosi di stroncare il movimento di lotta che colpisce con sempre maggior forza il suo potere ha dato fuoco ai magazzini di Bicocca e Settimo Torinese».
La prima azione delle Brigate Rosse di un certo peso avvenne nella notte del 25 gennaio 1971: otto bombe incendiarie furono collocate sotto altrettanti autotreni sulla pista prova pneumatici di Lainate dello stabilimento Pirelli. Tre autotreni furono distrutti dalle fiamme.
L'organizzazione iniziò, pertanto, a porsi verso gli operai come «guida» di una lotta dura al padronato, senza tralasciare le lotte politiche. Nei primi mesi del 1971 viene data alle fiamme pure l'automobile di Ignazio La Russa, al tempo responsabile del movimento neofascista Fronte della Gioventù, .
Nel settembre 1971 le Brigate Rosse produssero il loro primo documento teorico: una autointervista, contenuta in un opuscolo scritto nella forma tipica dei documenti di lotta dei Tupamaros sudamericani, intitolata "Prima riflessione teoretica" in cui, rispondendo a 18 domande, esponevano la loro posizione sulla lotta armata rispetto allo scontro di classe in cui ribadivano la loro linea di lotta e filosofia politica.
Nell'intervista, tra le varie argomentazioni si legge:
I nostri punti di riferimento sono il marxismo-leninismo, la rivoluzione culturale cinese e l’esperienza in atto dei movimenti guerriglieri metropolitani; in una parola la tradizione scientifica del movimento operaio e rivoluzionario internazionale. Questo vuoi dire anche che non accettiamo in blocco gli schemi che hanno guidato i partiti comunisti europei nella fase rivoluzionaria della loro storia soprattutto per quanto riguarda la questione del rapporto tra organizzazione politica e organizzazione militare.

[...]

9.Siete per una concezione « fochista » dell'avanguardia armata?
No. Il nostro punto di vista è che la lotta armata in Italia debba essere condotta da un'organizzazione che sia diretta espressione del movimento di classe e per questo stiamo lavorando all'organizzazione dei nuclei operai di fabbrica e di quartiere nei poli industriali e metropolitani ove maggiormente si condensano rivolta e sfruttamento.

[...]

18.Come considerate le accuse che alcuni gruppi della sinistra extra-parlamentare hanno mosso nei vostri confronti?
Dobbiamo qui distinguere due tipi di accuse: l’una è in sostanza una critica al nostro « avventurismo » e a proposito della quale abbiamo solo da dire che avventurismo è affrontare lo scontro con la borghesia armata senza adeguato strumento. E a questa verifica non potrà sfuggire neppure chi ci muove questa critica con spirito militante.

L'altra che è una calunnia con la quale si tende a presentarci come provocatori o fascisti non ammette una risposta politica ma costituirà al momento opportuno un fatto di cui dovranno rendere conto coloro che l'hanno formulata. Più in generale al di là di queste accuse, noi crediamo che la sinistra subirà col progredire dello scontro di classe un processo di polarizzazione in cui la discriminante sarà inevitabilmente la posizione sulla lotta armata. In questo processo verrà coinvolto anche il PCI. Per questo rifiutiamo ogni settarismo ideologico, proprio degli intellettuali pseudo-rivoluzionari e riaffermiamo la nostra posizione fortemente unitaria con tutti i compagni che sceglieranno la via della lotta armata.»
(Brigate Rosse, Prima intervista a se stessi, settembre 1971)

#### 1972 - 73 Primi sequestri e processi proletari

Foto diffusa dalle BR del sequestro Macchiarini.

La prima azione BR che ha come obiettivo una persona avvenne a Milano il 3 marzo 1972, quando l'ingegner Idalgo Macchiarini, dirigente della Sit-Siemens, viene prelevato di fronte allo stabilimento, fotografato con un cartello al collo (sul quale si leggeva: «Mordi e fuggi. Niente resterà impunito. Colpiscine uno per educarne cento. Tutto il potere al popolo armato!») e sottoposto ad un interrogatorio (il cosiddetto «Processo Proletario nel Carcere del Popolo») di quindici minuti sui processi di ristrutturazione in corso nella fabbrica. All'indomani del sequestro il quotidiano del PCI descrisse per la prima volta le BR definendole come «una fantomatica organizzazione che si fa viva in momenti di particolare tensione sindacale con gravi atti provocatori, nel tentativo di far ricadere sui lavoratori e i sindacati le responsabilità di atti e iniziative che nulla hanno a che vedere con il movimento operaio e le sue lotte».
Il 2 maggio 1972 la polizia individuò un covo delle BR in via Boiardo, a Milano, arrestando un militante (Marco Pisetta), e trovando materiale che portò a molti arresti. In seguito a questo ritrovamento le BR scelsero la via della clandestinità totale. Pisetta, un elettrotecnico di Trento, dove aveva conosciuto Renato Curcio, fu il primo pentito delle BR, collaborò e ottenne di essere rilasciato. Più di una fonte interna lo ritenne un infiltrato. Successivamente Pisetta si trasferì a Friburgo in Germania Ovest: i brigatisti Roberto Ognibene e Alfredo Bonavita cercarono di rintracciarlo per ucciderlo, ma senza riuscirci. Si costituì nel 1982 e ottenne nel 1986 la grazia dal Presidente della Repubblica Francesco Cossiga.
Tra l'agosto e il settembre 1972 le BR, sul modello organizzativo proposto in Uruguay dai Tupamaros, costituirono a Milano e a Torino due «colonne», ognuna delle quali composta da più brigate operanti all'interno delle fabbriche e dei quartieri. Inoltre con la distinzione tra forze regolari (militanti di maggior esperienza politica totalmente clandestini) e forze irregolari (militanti di tutte le istanze facenti parte a tutti gli effetti dell'organizzazione senza vivere in clandestinità), venne precisata la definizione dei livelli di militanza.
Il 15 gennaio 1973 a Milano tre brigatisti irruppero nella sede dell'UCID (Unione Cristiana Imprenditori Dirigenti) e sottrassero vari documenti, tra cui l'elenco degli iscritti e un taccuino con appunti; se ne andarono dopo aver lasciato scritte con lo spray sui muri e aver legato in bagno il segretario; l'azione sarà rivendicata il giorno dopo come un'azione di lotta contro il “fascismo in camicia bianca” dei dirigenti dell'Alfa Romeo, della Sit-Siemens, della Marelli ed altre aziende metalmeccaniche.
Il 12 febbraio 1973 la colonna torinese, con Renato Curcio compì il sequestro di Bruno Labate, sindacalista della Cisnal – sindacato legato al Movimento Sociale Italiano (MSI) – allo stabilimento Fiat di Mirafiori, interrogandolo e poi lasciandolo incatenato alla gogna operaia per circa un'ora davanti alla fabbrica.
Contro i dirigenti del gruppo Fiat seguirono altre azioni, tra cui il veloce sequestro dell'ingegnere Michele Mincuzzi dell'Alfa Romeo, il cui nome era stato notato fra i documenti prelevati all'UCID, che venne sequestrato, interrogato e processato per alcune ore il 28 giugno 1973. Il livello delle azioni brigatiste salì con il sequestro di Ettore Amerio, capo del personale FIAT rapito il 10 dicembre 1973, tenuto prigioniero per otto giorni, prima di venire liberato: i brigatisti gli imputarono l'azione «controrivoluzionaria» in atto alla FIAT, con lo «spionaggio» di fabbrica che controllava, secondo i rapitori, assunzioni, licenziamenti e comportamenti.
Nell'autunno 1973, in un incontro tra esponenti della colonna di Milano e di Torino fu deciso di articolare il lavoro delle colonne in tre settori (denominati «fronti»): il settore delle grandi fabbriche, il settore della lotta alla controrivoluzione (attentati contro i partiti di destra e di centro) e il settore logistico (finanziamento e armamento).
A Milano la brigata di fabbrica della Sit-Siemens incoraggiò la formazione dei Nuclei Operai Resistenza Armata (NORA) con una propria autonomia operativa, seppur fortemente dipendente dalle BR medesime. I NORA, la cui prima azione è del 2 maggio 1973 e l'ultima del 28 gennaio 1974, compirono alcuni attentati incendiari contro beni di dirigenti di fabbrica (in genere automobili) e contro alcune sedi della polizia.
A Torino, in breve tempo, le BR trovarono adesioni in tutti gli stabilimenti della FIAT e in molte altre grandi fabbriche (Pininfarina, Bertone, Singer).
I primi anni delle BR sono stati interpretati a posteriori come un periodo di «propaganda armata»: dare segnali di lotta concreti con azioni dimostrative e atti di forza per conquistare consensi all'interno della classe operaia. Solo successivamente le BR uscirono dalla logica dello scontro all'interno delle fabbriche per dare vita a un progetto politico di più ampio respiro: incidere direttamente sul processo politico nazionale per modificare i rapporti di forza politici all'interno del Paese.

#### Il sequestro Sossi e i primi morti
Tra il 1973 e il 1974, le BR allargarono i loro rapporti organizzativi in varie regioni: consolidando i contatti con operai dei Cantieri Navali Breda e del Petrolchimico di Porto Marghera fu costituita la terza colonna, quella veneta; in Liguria, con alcuni operai dell'Italsider, fu creata la colonna genovese; nelle Marche si strinsero relazioni con esponenti dei Proletari Armati in Lotta, alcuni dei quali daranno vita al comitato marchigiano delle BR.
La prima azione condotta contro un esponente dello Stato fu il rapimento del sostituto procuratore Mario Sossi, avvenuto a Genova il 18 aprile del 1974. Sossi, che era stato pubblico ministero nel processo contro il gruppo armato genovese della XXII Ottobre, fu rapito e tenuto prigioniero in un villino vicino a Tortona. Sottoposto a un «processo» dai brigatisti (Alberto Franceschini, Margherita Cagol e Piero Bertolazzi), venne condannato a morte (lo slogan in voga all'epoca era: «Sossi fascista, sei il primo della lista!»). I brigatisti, però, offrirono allo Stato un'opzione, ovvero chiesero in cambio della sua liberazione la scarcerazione dei membri della XXII Ottobre detenuti (in una sorta di «scambio di prigionieri» tra BR e Stato) che avrebbero ottenuto un salvacondotto per Cuba, la Corea del Nord o per l'Algeria. Durante l'«operazione Girasole» la famiglia del rapito era favorevole alla trattativa, Sossi manifestava un crescente risentimento verso il governo e i suoi superiori, il procuratore generale di Genova Francesco Coco si opponeva fermamente a ogni cedimento, mentre politici come Lelio Basso dichiaravano: «Preferisco dei colpevoli in libertà piuttosto che uccidere un uomo».
Paolo Emilio Taviani, Ministro dell'Interno, respinse il ricatto brigatista, il Tribunale di Genova offrì di rivedere la posizione dei detenuti della XXII Ottobre sfruttando le possibilità offerte dalle norme processuali, ma il procuratore Francesco Coco ribadì il proprio «no» a qualsiasi forma di ricatto. Il 18 maggio le BR diedero un ultimatum di 48 ore, scaduto il quale, Sossi sarebbe stato ucciso: due giorni dopo la Corte d'appello di Genova concesse la libertà provvisoria agli otto detenuti, ordinando la scarcerazione. Il Ministro dell'Interno diede l'ordine di circondare il carcere di Marassi per impedire la messa in libertà dei detenuti, il procuratore generale impugnò l'ordinanza ricorrendo in Cassazione: i detenuti non poterono essere rimessi in libertà prima della decisione della Suprema Corte. Le BR decisero di rilasciare Sossi, senza ottenere una contropartita. Il magistrato venne liberato a Milano il 23 maggio 1974, tornò a Genova in treno e si consegnò alla Guardia di Finanza.
Francesco Coco sarà poi ucciso a Genova l'8 giugno 1976 insieme a due uomini della scorta divenendo il primo magistrato ucciso durante gli anni di piombo.
Il sequestro Sossi fu considerato un successo d'immagine delle BR, che nel periodo successivo iniziarono a ipotizzare il sequestro di Giulio Andreotti e di Gritti, collaboratore di Eugenio Cefis, per portare l'attacco al cuore dello Stato.

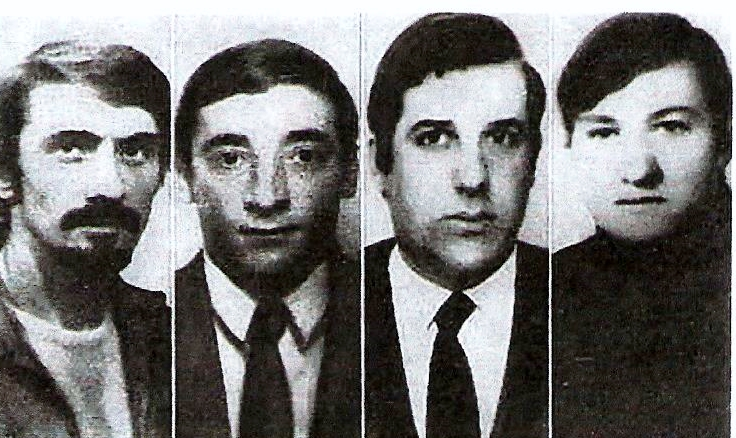
Nel maggio 1974 vennero diffuse dagli inquirenti le foto di alcuni dei presunti capi delle Brigate Rosse: da sinistra, Piero Morlacchi, Mario Moretti, Renato Curcio e Alfredo Bonavita.

Il 17 giugno 1974 le BR commisero a Padova il loro primo delitto: nel corso di un'incursione nella sede del MSI di via Zabarella, furono uccisi, pur in assenza di pianificazione, Graziano Giralucci e Giuseppe Mazzola. Il nucleo veneto gestì l'evento, rivendicandolo all'interno della pratica dell'antifascismo militante. Le Brigate Rosse, a livello nazionale, pur assumendone la responsabilità, ribadirono che la questione centrale dell'intervento armato era l'attacco allo Stato e non l'antifascismo militante. Inizialmente si pensò a una faida interna tra i gruppi neofascisti, ma poi arrivò la rivendicazione brigatista, nel cui volantino c'era scritto: «Un nucleo armato ha occupato la sede del MSI a Padova. Due fascisti presenti, avendo violentemente reagito, sono stati giustiziati. Il MSI di Padova è quello da cui sono usciti gruppi e personaggi del terrorismo antiproletario che hanno diretto le trame nere dalla strage di piazza Fontana in poi [...] Le forze rivoluzionarie sono... legittimate a rispondere alla barbarie fascista con la giustizia armata del proletariato». Nonostante la netta rivendicazione il procuratore Aldo Fais, in contrasto con la Questura, disse che «sopra le "Brigate Rosse" ci sono due o tre persone che orchestrano le bombe rosse e le bombe nere».

### Arresto di Curcio e Franceschini
Le forze speciali dei Carabinieri, capeggiate dal generale Carlo Alberto dalla Chiesa, furono appositamente costituite per la lotta al terrorismo politico e riuscirono a infiltrarsi e ad arrestare i leader storici: Curcio e Franceschini furono arrestati l'8 settembre 1974 grazie alle informazioni di Silvano Girotto, un ex frate che aveva combattuto nella guerriglia sudamericana ed era soprannominato «Frate Mitra». I due capi brigatisti furono arrestati mentre si stavano recando ad un incontro con Girotto, che era un informatore dei carabinieri. Mario Moretti si salvò dall'arresto, pur avendo incontrato Girotto in altre occasioni: questo fatto verrà utilizzato per insinuare un sospetto che il brigatista ha sempre respinto con sdegno. Sempre quell'anno furono arrestati Paolo Maurizio Ferrari (il 27 maggio del 1974), Piero Bertolazzi e Roberto Ognibene, militanti BR della prima ora: durante il tentativo di sfuggire all'arresto Ognibene uccise il maresciallo Felice Maritano.
Con gli arresti di Curcio, Franceschini e di altri militanti del nucleo storico, esistevano le condizioni tecniche per eliminare il nascente terrorismo, anche se mancò la volontà politica: ciò era impedito dal fatto che tutta la sinistra (sia socialista che comunista) non era intimorita dalla nascita e dallo sviluppo della propaganda armata, bensì era intimorita da eventuali prevaricazioni della polizia contro i manifestanti, al punto da organizzare cortei contro le forze dell'ordine di cui si chiedeva il disarmo. I politici firmatari di appelli e manifesti – presenti anche nella DC – parlavano di «fantomatiche» Brigate Rosse, enfatizzando invece la minaccia dei gruppi neofascisti e neonazisti.

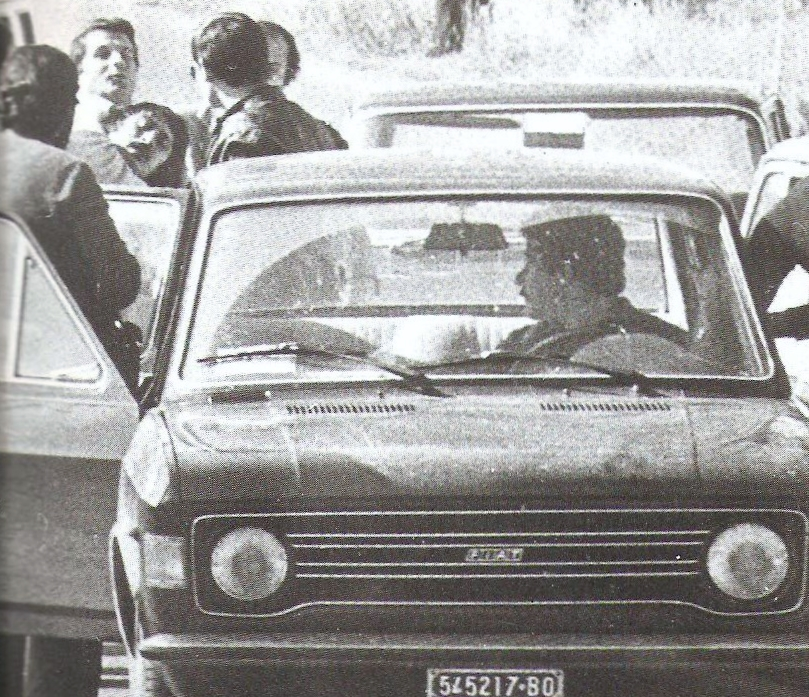
8 settembre 1974: l'arresto di Renato Curcio, alla guida della Fiat 128, e di Alberto Franceschini, l'uomo con i baffi bloccato dai carabinieri in borghese del Nucleo Speciale Antiterrorismo.

All'interno delle carceri la numerosa presenza di detenuti politici portò ad aprire un nuovo «fronte»: il fronte delle carceri. I brigatisti detenuti costituirono «brigate» (dette di «kampo») in ogni carcere, con strutture gerarchiche di collegamento tra i vari carceri e l'organizzazione esterna. Le carceri diventarono l'unico «centro studi» delle Brigate Rosse; il «pensatoio» dell'organizzazione tra il 1976 e il 1980 si era trasferito nelle carceri di massima sicurezza in cui i capi storici delle BR venivano trasferiti: prima Nuoro, poi l'Asinara e infine Palmi.
Da sempre Moretti era considerato l'esponente dell'ala dura: considerava la propaganda armata un'inutile perdita di tempo, ragion per cui si sarebbe dovuto subito attuare l'attacco in stile militare agli apparati dello Stato. Una volta che l'arresto di Curcio e Franceschini lo catapultò ai vertici dell'organizzazione terroristica, Moretti tra il 1974 e il 1976, trasformò le BR in un esercito guerrigliero. La fase più cruenta e sanguinaria delle BR si può pertanto riassumere con la permanenza di Moretti alla guida del movimento eversivo. Sfuggito alle retate del 1974, poco alla volta, riorganizza l'assetto delle BR, esasperandone l'aspetto militare mettendo in secondo piano quello politico. Le BR applicano la compartimentazione: piccoli gruppi chiusi, al fine di evitare infiltrazioni e tradimenti. Le BR annoverano decine di militanti e un numero imprecisato di «irregolari», persone che continuano a svolgere le loro attività quotidiane e che svolgono mansioni prevalentemente non militari.
Il 13 ottobre 1974, alla cascina Spiotta di Arzello di Acqui Terme (AL), si riunì la prima Direzione strategica delle BR. L'ordine del giorno riguardò la ridefinizione delle strutture e dell'intervento alla luce degli arresti di Curcio e Franceschini, due dei componenti del comitato nazionale. La direzione dell'organizzazione venne assunta in pratica da Mario Moretti e da Margherita Cagol, mentre entrarono in clandestinità nuovi militanti come Lauro Azzolini e Franco Bonisoli.

### Successi e sconfitte
Nell'inverno 1974 si riunì nel Veneto la seconda direzione strategica. All'ordine del giorno venne posta la liberazione dei prigionieri. Venne deciso, soprattutto su iniziativa di Margherita Cagol, l'assalto al carcere di Casale Monferrato, effettuato il 18 febbraio 1975 da un nucleo armato sotto la guida di Margherita Cagol e di Mario Moretti, che portò alla liberazione di Renato Curcio. Nel carcere in cui era detenuto, Curcio godeva di molta libertà di movimenti, e l'evasione venne preannunciata con un telegramma – «pacco arriva domani» –
che non suscitò alcun sospetto. Il giorno dopo Margherita Cagol arrivò con un pacco di cartaccia, all'interno del quale c'era un mitra, che Curcio puntò contro le guardie.
Curcio rimase latitante per 11 mesi prima di essere nuovamente arrestato il 18 gennaio 1976. Da allora rimase ininterrottamente in carcere fino al rilascio, nel 1998.
Nel marzo 1975 vengono riallacciati i contatti presi negli anni precedenti con alcuni militanti di Roma, provenienti da varie aree ed esperienze politiche (Potere Operaio, Marxisti-leninisti, Collettivo Autonomo di Via dei Volsci), e viene dato avvio alla costruzione della colonna romana.
Nell'aprile 1975 venne diffusa la prima risoluzione della direzione strategica. Il lavoro di propaganda e intimidazione nelle fabbriche aveva prodotto risultati modesti e la strategia cambiò. Le BR decisero di attaccare lo Stato colpendo quelli che ritenevano esserne i rappresentanti, definiti «servi dello Stato»: politici, magistrati, forze dell'ordine.

Il corpo di Margherita Cagol, uccisa nella cosiddetta «battaglia d'Arzello» durante il sequestro Gancia.

Il 15 maggio 1975, nel quadro della campagna contro il «neo-gollismo», fu gambizzato il consigliere comunale della DC milanese, Massimo De Carolis. Si trattò del primo ferimento intenzionale da parte dei brigatisti.
A causa delle crescenti necessità finanziarie dell'organizzazione per potenziare le strutture logistiche e incrementare il numero di militanti clandestini, il Comitato Esecutivo, formato in questa fase da Curcio, Moretti, Semeria e Cagol, decise di organizzare un sequestro a scopo di estorsione, pianificando il rapimento dell'industriale dello spumante Vittorio Vallarino Gancia. Il 4 giugno 1975 un nucleo armato brigatista rapì senza difficoltà l'industriale, che venne trasferito nella base di Cascina Spiotta, presso Acqui Terme. Tuttavia, a causa di errori di alcuni militanti e di eventi fortuiti, il 5 giugno i carabinieri eseguirono una serie di controlli che permisero di individuare la base. Una pattuglia dei carabinieri fece irruzione nella Cascina Spiotta, dove Gancia era detenuto da Cagol e da un altro brigatista che non è mai stato identificato. I due brigatisti tentarono di sfuggire ingaggiando un drammatico conflitto a fuoco con armi automatiche e bombe a mano, che terminò con la morte dell'appuntato dei carabinieri Giovanni d'Alfonso, con il gravissimo ferimento del tenente Umberto Rocca e con la morte di Margherita Cagol, fondatrice dell'organizzazione e compagna di Renato Curcio.
I brigatisti sospettarono che Margherita Cagol fosse stata uccisa deliberatamente dopo che già ferita si era arresa, mentre le ricostruzioni ufficiali esclusero questa eventualità; tuttavia, le circostanze non del tutto chiare degli eventi favorirono il risentimento ed esacerbarono la radicalità del gruppo eversivo. Alla memoria di Margherita Cagol le Brigate Rosse dedicarono il nome della loro colonna torinese.
Tra il 1974 e il 1976, in conflitti a fuoco tra militanti e forze dell'ordine perdono la vita tre militari: oltre al maresciallo dei carabinieri Felice Maritano morirono l'appuntato di polizia Antonio Niedda a Ponte di Brenta (PD) il 4 settembre 1975 (ucciso dal brigatista Carlo Picchiura durante un controllo casuale) e il vicequestore Francesco Cusano a Biella (VC) il 1º settembre 1976 (ucciso da Lauro Azzolini e Calogero Diana).

### La direzione di Moretti
Nel corso del 1976, dopo il nuovo arresto di Curcio, catturato assieme ad altri militanti tra cui Nadia Mantovani, Angelo Basone e Vincenzo Guagliardo, l'impianto organizzativo sancito nelle risoluzioni del 1974 e del 1975 subì una trasformazione radicale che non resterà senza conseguenze nel dibattito interno. Il «fronte delle grandi fabbriche» fu assorbito all'interno del «fronte della lotta alla controrivoluzione», che verrà poi articolato al suo interno in vari settori d'intervento.

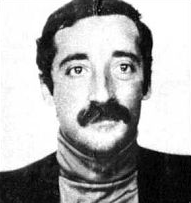
Mario Moretti, principale dirigente delle Brigate Rosse dal 1976 all'arresto nel 1981.

Questa trasformazione costituì una vera e propria «seconda fondazione delle BR»: tutti i comparti e tutte le attività dell'organizzazione vengono ripensati per mettere meglio a punto «l'attacco al cuore dello Stato». La direzione esterna è diretta dai nuovi membri del comitato esecutivo e in particolare da Mario Moretti, il militante dotato di maggiore esperienza e capacità organizzativa. In carcere Curcio e Franceschini restano per tutte le BR i veri teorici dell'organizzazione.

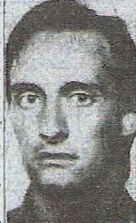
Lauro Azzolini, membro del comitato esecutivo dal 1976 al 1978.

Le decisioni delle BR in carcere assumeranno maggiore peso man mano che le brigate carcerarie si allargano e le brigate del territorio e delle metropoli si assottigliano: i nuovi militanti sono per lo più giovani non altrettanto preparati ideologicamente quanto i vecchi militanti del «nucleo storico».
A riguardo delle nuove strategie brigatiste Lauro Azzolini raccontò che «dopo Sossi, dopo la Spiotta, dopo la caduta di tanti compagni, con le forze regolari ridotte a quindici persone, Moretti, Bonisoli e io facemmo una lunga riflessione e arrivammo a questa alternativa: qui, o questa guerra la facciamo sul serio, o tanto vale piantarla. Qui o ci mettiamo in testa di vincere o siamo vinti in partenza. Presa la decisione militare e strategica di fare la guerra allo Stato, sul serio, per vincerla, tutto ne conseguì, l'analisi politica compreso il Sim, o Stato imperialista delle multinazionali, diventava un corollario e una giustificazione della macchina militare, della ferocia dello scontro, del pesante lavoro».
Il 27 maggio dello stesso anno, ebbe inizio a Torino il processo al «nucleo storico» delle Brigate Rosse (Curcio, Gallinari, Franceschini, Ognibene, Ferrari ed altri), istruito dal giudice Gian Carlo Caselli, al quale i brigatisti detenuti risponderanno con il «processo guerriglia», rifiutando il ruolo di imputati, rifiutando gli avvocati e anche gli avvocati di ufficio. Minacciarono giudici, magistrati, avvocati (che verranno dichiarati «collaborazionisti») e la giuria popolare, in un clima di terrore, tanto che molti cittadini si rifiutarono di ricoprire il ruolo di giudici popolari.
L'8 giugno 1976, a Genova, un nucleo armato brigatista guidato da Mario Moretti, colpì mortalmente il procuratore generale Francesco Coco e i due militari della sua scorta (Antioco Deiana e Giovanni Saponara). Nei giorni del sequestro Sossi, Coco si era rifiutato di firmare la scarcerazione dei detenuti che le BR chiedevano in cambio della liberazione dell'ostaggio. Le BR definirono questa azione come una «disarticolazione politica e militare delle strutture dello Stato». Il cruento attentato venne deciso ed organizzato dai componenti del nuovo Comitato esecutivo delle BR formato da Mario Moretti, Lauro Azzolini, Franco Bonisoli e Rocco Micaletto che aveva deciso di passare agli omicidi politici anche per dimostrare la nuova efficienza militare dell'organizzazione. Riguardo agli esecutori materiali dell'agguato, le indagini giudiziarie furono subito molto difficili: dopo le accuse rivolte a Giuliano Naria, il brigatista Patrizio Peci riferì ai carabinieri che avrebbero fatto parte del gruppo di fuoco tutti i componenti del comitato esecutivo, il nuovo militante brigatista della colonna genovese in costituzione Riccardo Dura, e forse lo stesso Naria.
Il volantino di rivendicazione collegò il delitto con le imminenti elezioni politiche: «Il 20 giugno si potrà solo scegliere chi realizzerà lo Stato delle multinazionali, chi darà l'ordine di sparare ai proletari. Chi ritiene oggi che per via elettorale si potranno determinare equilibri favorevoli al proletariato [...] indica una linea avventuristica e suicida. L'unica alternativa al potere è la lotta armata per il comunismo». L'attentato ebbe come conseguenza la sospensione del processo di Torino, che venne rinviato all'anno successivo.

Franco Bonisoli.

Rocco Micaletto.

Il 15 dicembre 1976, intercettato da forze di polizia durante una visita alla famiglia a Sesto San Giovanni, Walter Alasia, militante clandestino della colonna di Milano, ingaggiò un conflitto a fuoco con la Polizia. Persero la vita, oltre al brigatista ventenne, il maresciallo Sergio Bazzega e il vicequestore Vittorio Padovani. La colonna di Milano delle BR prenderà il suo nome: Walter Alasia «Luca». I genitori di Alasia testimoniarono che fu il figlio il primo ad aprire il fuoco sulle forze dell'ordine, prendendo nettamente le distanze dalle scelte estremiste di Walter.
Dagli inizi del 1977 l'attività delle Brigate Rosse aumentò continuamente grazie alla migliorata struttura organizzativa e logistica, all'afflusso di nuovi militanti e alla costituzione di colonne molto attive a Genova e Roma. Inoltre il 3 gennaio 1977 Prospero Gallinari riuscì ad evadere dal carcere di Treviso e riprese la militanza attiva nelle Brigate Rosse, prima operando al Nord e quindi trasferendosi a Roma per rinforzare la nuova colonna.
Il 12 febbraio 1977, con il ferimento intenzionale di Valerio Traversi, dirigente del Ministero di Grazia e Giustizia, la colonna di Roma compì la sua prima azione. La colonna si era costituita dopo l'arrivo a Roma di tre brigatisti dal Nord: Mario Moretti, Franco Bonisoli e Maria Carla Brioschi; i nuclei principali provenivano dalle strutture militari di Potere Operaio, come Valerio Morucci, Adriana Faranda, Bruno Seghetti.
Il sequestro di Pietro Costa, appartenente alla nota famiglia di armatori genovesi, avvenne a Genova tra il 12 gennaio e il 3 aprile 1977. Organizzato e diretto da Mario Moretti con il supporto della nuova colonna genovese delle BR in via di costituzione, di cui facevano parte Rocco Micaletto, Riccardo Dura e Fulvia Miglietta, l'agguato mirava ancora una volta all'autofinanziamento e fruttò alle BR un riscatto di un miliardo e mezzo di lire, denaro che permise all'organizzazione di finanziarsi per molti anni.
Il 28 aprile 1977, un nucleo diretto da Rocco Micaletto, con Raffaele Fiore, Angela Vai e Lorenzo Betassa uccise Fulvio Croce, presidente del consiglio dell'ordine degli avvocati di Torino. La Corte d'assise, in seguito a questa azione, il 3 maggio sospese nuovamente il processo in atto contro il primo gruppo di inquisiti per le BR. A Sesto San Giovanni, il 7 giugno un appartenente alla colonna Valter Alasia gambizza Fausto Silini, caporeparto alla Breda, mentre sta entrando in fabbrica, responsabile del trasferimento di mansioni di 30 operai.
Anche i giornalisti diventarono bersaglio dei brigatisti, per «disarticolare la funzione controrivoluzionaria svolta dai grandi media»: il 1º giugno 1977 venne ferito a Genova Vittorio Bruno, vicedirettore de Il Secolo XIX; il 2 giugno, a Milano, fu la volta di Indro Montanelli, direttore de il Giornale nuovo, colpito da un gruppo di fuoco formato da Calogero Diana, Franco Bonisoli e Lauro Azzolini; il 3 giugno, a Roma, rimase gambizzato Emilio Rossi, direttore del TG1. Nei mesi successivi rimasero feriti anche Antonio Garzotto (Il Gazzettino, 7 luglio, da membri del Fronte Comunista Combattente), e Nino Ferrero (l'Unità, 19 settembre, dai militanti di Azione Rivoluzionaria).

Il corpo del magistrato Francesco Coco, ucciso dalle Brigate Rosse insieme ai due uomini della sua scorta a Genova l'8 giugno 1976.

Il 28 aprile 1977 le Brigate Rosse uccisero a Torino il presidente dell'ordine degli avvocati Fulvio Croce.

Nel frattempo s'inaugurò nel luglio 1977 (in concomitanza con una scioccante copertina sul periodico tedesco Der Spiegel, raffigurante una pistola fumante sopra un piatto di spaghetti altrettanto fumante) un inasprimento delle pene detentive inflitte ai brigatisti carcerati, che provocò molta indignazione. Intere sezioni di carceri vennero predestinate al loro accoglimento, a cominciare dalla casa circondariale di Badu 'e Carros, a Nuoro.
Il 16 novembre, a Torino, venne gravemente ferito Carlo Casalegno, giornalista e vicedirettore del quotidiano La Stampa: morirà dopo tredici giorni di agonia. A sparare fu Raffaele Fiore, capo della colonna di Torino, con l'appoggio di Patrizio Peci, Piero Panciarelli e Vincenzo Acella. Questo omicidio è stato rivendicato come risposta alle morti di Andreas Baader, Gudrun Ensslin e Jan Carl Raspe, avvenuta il 18 ottobre 1977 nel carcere di Stammheim (Germania Ovest). I tre terroristi della RAF tedesca vennero trovati morti in carcere, secondo alcune frange «suicidati», dopo il fallimento del dirottamento a Mogadiscio del Boeing 737 della Lufthansa da parte di un commando palestinese che chiedeva la scarcerazione dei suddetti terroristi e di altri militanti incarcerati della RAF in cambio della liberazione degli ostaggi del volo dirottato. A seguito della morte dei tre membri della RAF il 18 ottobre 1977 venne assassinato, sempre nella Germania Ovest, l'industriale e presidente della Confindustria tedesca Hanns-Martin Schleyer già tenuto prigioniero dai terroristi in seguito al suo rapimento del 5 settembre. Notevoli erano le analogie sulle modalità operative tra il rapimento di Schleyer e quello successivo di Aldo Moro, nonché sulle modalità dei rispettivi omicidi e sui ritrovamenti dei cadaveri, tanto da fare sospettare agli inquirenti un comune addestramento; al riguardo si parlò a lungo di un supporto da parte della Stasi o di altri servizi segreti oltre cortina di ferro, senza produrre conferme di ciò.
Il giorno seguente, 17 novembre, a Genova viene seriamente ferito Carlo Castellaneta, al tempo dirigente del gruppo Ansaldo, considerato troppo "Berlingueriano"
Le uccisioni continuarono nel 1978: le vittime furono Riccardo Palma, magistrato addetto alla direzione generale degli istituti di prevenzione e pena (Roma, 14 febbraio 1978, ucciso da Prospero Gallinari); Lorenzo Cotugno, agente di custodia presso il carcere Le Nuove (Torino, 11 aprile 1978); Francesco Di Cataldo, maresciallo degli agenti di custodia presso il carcere di San Vittore (Milano, 20 aprile 1978).
Il 10 marzo 1978 le BR colpirono mortalmente Rosario Berardi, maresciallo di polizia, sezione antiterrorismo, in relazione alla riapertura del processo di Torino avvenuta il giorno precedente: il nucleo di fuoco era composto da Piancone, Acella, che spararono, con Peci e Ponti complici. Il 21 giugno 1978, a Genova, le BR colpirono mortalmente Antonio Esposito, funzionario dell'Antiterrorismo (ucciso su un autobus da Francesco Lo Bianco e Riccardo Dura, il nuovo spietato capo della colonna di Genova). Quest'azione coincise con l'entrata in camera di consiglio dei giudici del processo di Torino, che si concluse il 23 giugno. Vengono anche uccisi Girolamo Tartaglione, direttore generale degli affari penali del Ministero di Grazia e Giustizia (Roma, 10 ottobre 1978) per mano di Alessio Casimirri, Alvaro Lojacono, Adriana Faranda e Massimo Cianfanelli; Salvatore Lanza e Salvatore Porceddu, agenti di polizia addetti alla sorveglianza esterna del carcere Le Nuove (Torino, 15 dicembre 1978). Gli assassini furono i soliti regolari della colonna di Torino: Fiore, Panciarelli, Nadia Ponti e Vincenzo Acella.

### Il sequestro e l'omicidio Moro

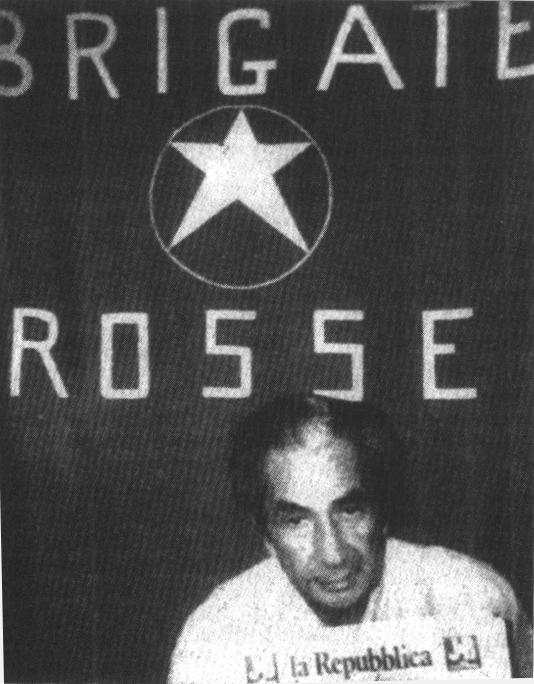
Foto di Aldo Moro durante il periodo di prigionia (16 marzo - 9 maggio 1978).

Eventi decisivi della storia delle Brigate Rosse e della storia stessa della Repubblica furono l'agguato di via Fani a Roma il 16 marzo 1978 e il conseguente sequestro Moro. In via Fani l'azione dei brigatisti, dieci militanti guidati da Mario Moretti, Valerio Morucci e Prospero Gallinari, si concluse in pochi secondi con l'uccisione di tutti i membri della scorta dell'onorevole Aldo Moro (Oreste Leonardi, Domenico Ricci, Giulio Rivera, Francesco Zizzi e Raffaele Iozzino) e con il rapimento dell'uomo politico.
Moro restò prigioniero per 55 giorni, dal 16 marzo al 9 maggio 1978: mentre era nelle mani dei brigatisti che lo interrogavano scrisse diverse lettere alla famiglia e ai compagni di partito per chiedere uno scambio di prigionieri che gli salvasse la vita. La politica si divise tra il fronte della fermezza (Andreotti, Berlinguer e il resto dell'arco costituzionale, in particolare Ugo La Malfa che proponeva il ripristino della pena di morte per i terroristi) e il fronte della trattativa (Bettino Craxi, i radicali, la sinistra non comunista, i cattolici progressisti come Raniero La Valle, uomini di cultura come Leonardo Sciascia). Anche Papa Paolo VI intervenne, su espresso invito dello stesso Moro, verso «gli uomini delle Brigate Rosse» al fine di salvare la vita del prigioniero, ma fu tutto inutile, dal momento che lo Stato non cedette alle richieste dei brigatisti. L'ultimo comunicato delle BR iniziava cupamente: «Concludiamo la battaglia iniziata il 16 marzo eseguendo la sentenza a cui Aldo Moro è stato condannato».
Così come la classe politica si era divisa tra fermezza e trattativa, anche al vertice delle Brigate Rosse si era dibattuto tra uccisione e rilascio dell'ostaggio: prevalse la prima linea, anche se Adriana Faranda e Valerio Morucci erano contro l'omicidio e lo ripeterono a Moretti il 3 maggio, mentre Curcio (detenuto nel carcere di Palmi) disse un giorno che «di Moro non abbiamo mai saputo nulla e sei mesi dopo che lo hanno ammazzato hanno chiesto a noi prigionieri di scrivere perché lo avevano fatto».

Le auto dell'onorevole Aldo Moro e della scorta ferme in via Fani pochi minuti dopo l'agguato delle Brigate Rosse, a terra, il corpo dell'agente di Pubblica sicurezza Raffaele Iozzino.

Il corpo senza vita di Moro venne ritrovato nel bagagliaio di una Renault R4 amaranto, parcheggiata in via Michelangelo Caetani nº32, contromano, all'incrocio con via Funari, simbolicamente vicino a via delle Botteghe Oscure nº4 (sede storica del PCI) e non lontano da piazza del Gesù nº46 (sede storica della DC). Per la liberazione di Moro s'impegnarono sia Papa Paolo VI (col famoso invito a rilasciarlo «senza condizioni») che l'allora Segretario generale dell'ONU, Kurt Waldheim. Il rapimento di Aldo Moro tenne occupato l'intero vertice brigatista per il secondo semestre del 1977, in base alle testimonianze rese al primo processo tenutosi tra il 1982 e il 1983 nell'aula bunker del Foro Italico in Roma. Il 24 gennaio 1983 i giudici della Corte d'assise di Roma, al termine di un dibattimento durato nove mesi, inflissero ai 63 imputati delle istruttorie Moro-uno e Moro-bis 32 ergastoli e 316 anni di carcere. Decisero anche quattro assoluzioni e tre amnistie. Furono applicate le norme di legge che concedevano un trattamento di favore ai collaboratori di giustizia, e furono riconosciute alcune attenuanti ai dissociati. Il 14 marzo 1985, nel processo d'appello, i giudici diedero maggior valore alla dissociazione (scelta fatta da Adriana Faranda e Valerio Morucci) cancellando 10 ergastoli e riducendo la pena ad alcuni imputati. Pochi mesi dopo, il 14 novembre, la Cassazione confermò sostanzialmente il giudizio d'appello. La sentenza del processo Moro-ter si concluse cinque anni dopo, il 12 ottobre 1988 con 153 condanne (26 ergastoli e più di 1.800 anni complessivi di carcere a carico degli imputati).

Ritrovamento del corpo di Moro in via Caetani.

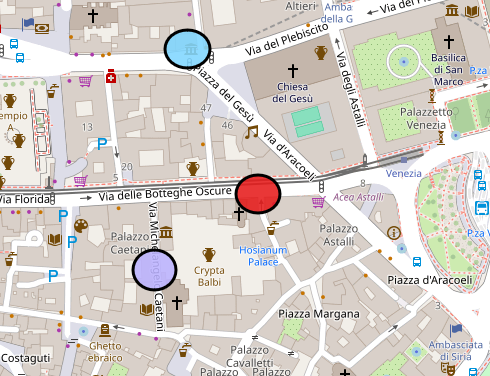
Mappa della zona in cui fu rinvenuto: pallino viola cadavere di Moro, rosso sede PCI, azzurro sede DC

L'uccisione di Moro segnò il momento più critico dei rapporti tra il gruppo terrorista e la sinistra extraparlamentare, che già negli anni precedenti erano stati comunque difficili, a cominciare da Lotta Continua che professava l'equidistanza dal terrorismo e dallo Stato con lo slogan «né con lo Stato, né con le BR», attribuito erroneamente allo scrittore Leonardo Sciascia. Moro, in alcune lettere, lanciò degli anatemi contro i suoi ex-compagni di partito, rei di non voler aprire una trattativa con i brigatisti, scrivendo: «Se voi non intervenite, sarebbe scritta una pagina agghiacciante nella storia d'Italia. Il mio sangue ricadrebbe su di voi, sul partito, sul Paese. Pensateci bene, cari amici.» e «Io non desidero intorno a me, lo ripeto, gli uomini di potere. Voglio vicino a me coloro che mi hanno amato davvero e continueranno ad amarmi e a pregare per me. Se tutto questo è deciso, sia fatta la volontà di Dio. Ma nessun responsabile si nasconda dietro l'adempimento di un presunto dovere». La mitraglietta Skorpion cecoslovacca evitò al partito democristiano i dilemmi di un dopo-sequestro imprevedibile visto che Moro, nei suoi anatemi, lo aveva rinnegato e che, di conseguenza, sarebbe riemerso dal covo di via Montalcini pieno di rancori e ansioso di vendette da assaporare a sangue freddo: in merito a questa circostanza i giornalisti Indro Montanelli e Mario Cervi hanno sostenuto che Moro vivo sarebbe stato il peggior nemico della DC, ben più di Francesco Cossiga durante il 1991.
Una delle prime conseguenze del rapimento Moro fu l'esito delle elezioni amministrative del 14 maggio 1978: la DC ottenne circa il 42,6% dei consensi, mentre il PCI scese al 26,4%. Per l'elettorato italiano Moro rappresentò il martire di un partito in crisi d'identità, mentre non si capì bene se i comunisti fossero stati puniti perché si erano avvicinati all'area governativa, o perché avevano sostenuto la linea della fermezza.
L'uccisione di Moro e della sua scorta rappresentò il massimo grado di sfida lanciato allo Stato dall'organizzazione eversiva, tanto che un nutrito sottobosco di fiancheggiatori e di simpatizzanti era conquistato dalla propaganda e dall'ideologia terrorista. Sui muri comparvero scritte quali «Moro, che doloro!» o «10 - 100 - 1.000 Aldo Moro!», mentre nei comizi di protesta si urlò «Moro fascista!». Altri intellettuali, invece, ammonivano a una reazione dello Stato affermando che i brigatisti non erano «samurai invincibili». Il 23 giugno 1978 si concluse il processo di Torino contro il «nucleo storico» delle Brigate Rosse con diverse condanne e ciò fu visto come una sconfitta dell'organizzazione terroristica.
Il 1 ottobre 1978 in un'operazione antiterrorismo condotta a Milano venne arrestato in via Pallanza il brigatista Antonio Savino, dopo un conflitto a fuoco in cui rimase gravemente ferito il brigadiere dei carabinieri Carmelo Crisafulli. Nel corso della stessa operazione i carabinieri scoprirono un covo delle BR in via Monte Nevoso, arrestando i brigatisti Lauro Azzolini, Franco Bonisoli e Nadia Mantovani; nel covo furono sequestrati molti documenti, tra cui il memoriale Moro (presente solo in fotocopia e in una versione ridotta) e alcune lettere inizialmente non diffuse. Gli stessi brigatisti hanno affermato di aver distrutto le bobine degli interrogatori e gli originali degli scritti di Moro, in quanto ritenuti non importanti. Dodici anni dopo, nel 1990, nello stesso locale furono trovati altri documenti, nascosti dietro a un pannello, tra cui il memoriale integrale, in cui Moro accennò all'organizzazione Gladio e altre lettere scritte durante la prigionia.

Il corpo del commissario Antonio Esposito ucciso dalle Brigate Rosse a Genova, il 21 giugno 1978.

Per tutto il 1978 la presenza delle BR nelle grandi fabbriche di Torino, Milano, Genova e del Veneto fu scandita da diverse azioni contro le gerarchie e i dirigenti industriali. Nel corso di questa campagna venne ucciso Pietro Coggiola, capofficina FIAT (Torino, 28 settembre 1978). L'azione contro di lui, nelle intenzioni dell'organizzazione, doveva essere solo un ferimento.
Il sequestro e l'uccisione di Aldo Moro segnarono il punto più alto dell'eversione brigatista e, allo stesso tempo, l'inizio della crisi: Enrico Fenzi, militante della colonna genovese, ricordò che dopo l'omicidio del presidente democristiano le BR non sapevano più come organizzarsi e cominciavano a percepire un senso di sconfitta.
Alcuni terroristi, contrari all'uccisione di Moro e alla campagna di sangue successiva, abbandonarono il movimento.
Nel febbraio 1979 uscirono dalla colonna romana delle BR sette militanti, tra cui Valerio Morucci e Adriana Faranda. Le posizioni dei due furono esposte nel documento Fase: passato, presente e futuro, pubblicato a Roma nel febbraio 1979. Essi confluirono nel Movimento Comunista Rivoluzionario e vennero catturati il 30 maggio successivo.

### La risposta dello Stato e intensificazione della lotta armata
Il 24 gennaio 1979 fu ucciso a Genova, da un gruppo brigatista formato da Riccardo Dura, Vincenzo Guagliardo e Lorenzo Carpi, il sindacalista della CGIL Guido Rossa, accusato d'aver denunciato un brigatista irregolare che stava operando un'azione di volantinaggio nelle acciaierie Italsider del capoluogo ligure ove entrambi lavoravano, destò grande emozione e alienò alle BR il sostegno di gran parte della classe operaia. Fino ad allora la «base» era incerta, e nel migliore dei casi utilizzava lo slogan della sinistra extraparlamentare («né con le BR né con lo Stato»). Quando il PCI torinese decise di distribuire più di 100.000 questionari in cui la domanda cruciale era «Avete da segnalare fatti concreti che possano aiutare gli organi della magistratura e le forze dell'ordine a individuare coloro che commettono attentati, delitti, aggressioni?» vennero date solamente 35 risposte ad essa. L'attentato provocò vivaci polemiche all'interno delle Brigate Rosse e venne ritenuto un grave errore politico per la propaganda e il proselitismo all'interno della classe operaia.
Tre mesi dopo, il 24 aprile, un commando di brigatisti, tra i quali Prospero Gallinari, gambizzò sotto la sua casa di Torino Franco Piccinelli, caporedattore dei servizi giornalistici della Rai del Piemonte. I colpi sparatigli alle gambe, sotto gli occhi terrorizzati dei due figli, all'epoca di 10 e 6 anni, gli provocarono una lesione all'arteria femorale. L'emorragia venne fortunatamente bloccata da un carabiniere che utilizzò la propria cintura per stringere la gamba.
Nei primi mesi del 1979, a Roma, vengono effettuati due interventi contro la Democrazia Cristiana, definito «Il partito degli ipocriti». Fu colpito mortalmente il consigliere provinciale Italo Schettini, il 29 marzo 1979. Soprattutto il 3 maggio, durante la campagna elettorale per le elezioni politiche, un nucleo di circa quindici brigatisti attaccò la sede della DC di piazza Nicosia: divisi in tre gruppi, guidati da Bruno Seghetti, Prospero Gallinari e Francesco Piccioni, i brigatisti fecero irruzione all'interno della sede, terrorizzarono gli occupanti e, durante la fuga, respinsero l'intervento di una pattuglia della polizia accorsa sul luogo, uccidendo gli agenti Antonio Mea e Piero Ollanu, e ferendone un terzo.

Strage di Via Schievano: il vetro anteriore della Fiat Ritmo della polizia crivellato di colpi all'altezza del conducente

Nel corso dell'estate dello stesso anno, le Brigate Rosse allacciarono relazioni in Sardegna con un gruppo politico separatista, Barbagia Rossa, anche al fine di sostenere un'eventuale evasione dall'Asinara dei suoi militanti ivi incarcerati, e di costruire una nuova colonna. Il 13 luglio un gruppo di fuoco brigatista, guidato da Antonio Savasta, uccise al ponte Matteotti il colonnello dei carabinieri Antonio Varisco, comandante del «nucleo traduzioni», mentre si recava in ufficio: a lui s'ispirò Carlo Cassola nel romanzo Monte Mario, per tratteggiare la figura di un ufficiale di destra.
Nel luglio 1979, i detenuti BR del carcere speciale dell'Asinara fecero pervenire al comitato esecutivo dell'organizzazione, formato in quel momento da Moretti, Gallinari, Micaletto e Fiore, un documento di 130 pagine in cui erano esposte le tesi politiche che, secondo la loro opinione, avrebbero dovuto indirizzare l'attività dopo la campagna Moro: si trattò il primo segnale di una crisi che in breve tempo disgregherà le Brigate Rosse. L'esecutivo, impegnato nel potenziamento delle strutture logistiche dell'organizzazione e sottoposto a forte pressione dall'attività di contrasto delle forze dell'ordine, ritenne irrealistiche le tesi del documento dei detenuti e rese noto ai prigionieri il suo disaccordo. A ottobre, i prigionieri risposero chiedendo le dimissioni dell'esecutivo in blocco.
Il 2 ottobre 1979 i brigatisti detenuti all'Asinara annunciarono la loro intenzione di smantellare il carcere speciale. Dopo una notte di battaglia, con esplosivi, scontri a fuoco e lotte corpo a corpo, la struttura del carcere diventò inagibile. Tre settimane dopo, il 24 ottobre, nel carcere speciale di Cuneo, si tolse la vita Francesco Berardi, militante BR denunciato da Guido Rossa. La colonna di Genova verrà dedicata al suo nome: Francesco Berardi «Cesare».

Interno della sezione DC di via Mottarone (Milano) dopo un attacco brigatista avvento il 1º aprile 1980, conclusosi con la gambizzazione del deputato Nadir Tedeschi e altri tre dirigenti locali democristiani.

Verso fine 1979 e l'inizio del successivo le BR continuarono la loro sanguinosa offensiva militare contro persone, agenti delle forze dell'ordine, magistrati, esponenti politici, ritenuti rappresentanti degli apparati «repressivi» dello Stato. Persero la vita in agguati Vittorio Battaglini e Mario Tosa (21 novembre 1979 a Genova Sampierdarena); Antonino Casu ed Emanuele Tuttobene (25 gennaio 1980, sempre a Genova); a Roma furono uccisi Michele Granato (9 novembre 1979), Domenico Taverna (27 novembre) e il maresciallo dei carabinieri Mariano Romiti (7 dicembre).
Nello stesso periodo si concluse a Torino, il giorno 8 dicembre 1979, l'appello del processo che vedeva imputati i componenti del nucleo storico delle BR. I detenuti riassumono le loro tesi, già esposte nel documento di luglio, nel comunicato n. 19.
A Milano vengono uccisi in un agguato in via Schievano i tre agenti di polizia Antonio Cestari, Rocco Santoro, Michele Tatulli, l'8 gennaio 1980., in un'azione compiuta dalla colonna Walter Alaisa.
Il 19 gennaio 1980 a Mestre ebbe luogo l'attentato mortale contro il dirigente della Montedison Sergio Gori, questo attentato di fatto sarà l'ultima azione BR inserita nel contesto delle lotte nelle grandi fabbriche.
Il 12 febbraio 1980 due brigatisti, Bruno Seghetti e Anna Laura Braghetti, uccidono Vittorio Bachelet, professore ordinario di diritto pubblico dell'economia presso la Facoltà di Scienze politiche dell'Università La Sapienza di Roma. Bachelet fu assassinato dai due brigatisti all'interno stesso dell'ateneo. Il professore è stato anche dirigente dell'Azione Cattolica, presidente della stessa, consigliere comunale di Roma. Al momento dell'agguato era vicepresidente del CSM. Ai suoi funerali, il figlio Giovanni, all'epoca venticinquenne, nell'orazione funebre disse: «Preghiamo per i nostri governanti, per i giudici, i poliziotti, i carabinieri, gli agenti di custodia e per quanti oggi, nelle diverse responsabilità – nella società, nel Parlamento, nelle strade – continuano in prima fila la battaglia della democrazia con coraggio e amore. Vogliamo pregare anche per quelli che hanno colpito il mio papà perché, senza nulla togliere alla giustizia che deve trionfare, sulle nostre bocche ci sia sempre il perdono e mai la vendetta, sempre la vita e mai la richiesta della morte degli altri. Preghiamo». Queste parole scossero fortemente non pochi dei restanti membri dell'organizzazione.

Il cadavere di Riccardo Dura all'inizio del corridoio dell'appartamento di via Fracchia (28 marzo 1980).

Il 15 febbraio 1980, a Cagliari, nei pressi della stazione ferroviaria ebbe luogo una sparatoria iniziata da un uomo, fermato per accertamenti dalla Polizia insieme a una donna perché trovati in compagnia di alcuni appartenenti al gruppo armato Barbagia Rossa. Le due persone erano i brigatisti Antonio Savasta ed Emilia Libera, recatisi in Sardegna per studiare la possibilità di stabilire un collegamento più stretto con Barbagia Rossa per farne la colonna sarda delle BR.
Il 21 febbraio 1980 furono arrestati, a Torino, Rocco Micaletto, componente del comitato esecutivo, e Patrizio Peci, dirigente della colonna torinese. In seguito all'arresto Peci diventò un collaboratore di giustizia provocando una grave crisi organizzativa e politica per il movimento eversivo. Nei mesi successivi si susseguirono in tutta l'Italia centinaia di arresti e alcuni giudici dissero, anni dopo: «Prima delle sue rivelazioni eravamo all'anno zero nella conoscenza delle organizzazioni clandestine».
Un anno dopo, nel 1981, altri brigatisti sotto la guida di Giovanni Senzani, al fine di screditare Peci e di prevenire ulteriori diserzioni, rapirono e dopo 50 giorni uccisero suo fratello Roberto e diffondendo la notizia che il brigatista avesse concordato in precedenza con i carabinieri le modalità della sua cattura: in seguito è stato accertato che la teoria del doppio arresto era falsa, poiché si trattava semplicemente di una vendetta trasversale, con lo scopo di delegittimare e far dimettere il generale Carlo Alberto dalla Chiesa e il giudice Gian Carlo Caselli.

### Irruzione di via Fracchia
Nella notte del 28 marzo 1980, a Genova, i carabinieri fecero irruzione in un appartamento in via Fracchia, individuato grazie alla collaborazione di Peci; dopo uno scontro a fuoco furono uccisi i quattro brigatisti presenti all'interno: la proprietaria dell'appartamento Annamaria Ludmann «Cecilia», Riccardo Dura «Roberto», membro del comitato esecutivo e responsabile principale della colonna genovese, Lorenzo Betassa «Antonio» e Piero Panciarelli «Pasquale», militanti della colonna di Torino. La tragica vicenda fu fonte di polemiche riguardo alle modalità dell'irruzione e all'esatta dinamica degli eventi. In difesa delle forze dell'ordine intervenne il generale dalla Chiesa, affermando: «C'è stato un conflitto tra carabinieri, che operavano nei confronti di un covo dove si riteneva esistessero dei clandestini, e clandestini che hanno reagito. Voglio precisare che il primo a cadere a terra fu un nostro maresciallo, il maresciallo Benà, che non venne colpito a un mignolo, o a una gamba, ma in un occhio, e l'occhio è nella testa! Possiamo dire solo che la fortuna lo ha aiutato. Quindi, la reazione dei carabinieri intervenuti fu non solo legittima, di difesa, ma proporzionata all'offesa ricevuta».
In ricordo di questo fatto di sangue la colonna di Roma prese il nome Colonna XXVIII Marzo e la colonna veneta quello di Colonna Annamaria Ludman, «Cecilia».
Nonostante l'arresto di numerosi dirigenti dell'organizzazione a seguito delle confessioni di Peci, le Brigate Rosse nella prima metà del 1980 continuarono a compiere un numero rilevante di attentati e omicidi. Il 12 maggio 1980 a Mestre viene assassinato Alfredo Albanese, dirigente della DIGOS di Venezia. Il 19 maggio viene ucciso, a Napoli, il consigliere regionale democristiano Pino Amato. In quest'ultima occasione il gruppo di brigatisti autori dell'omicidio venne intercettato durante la fuga e i quattro militanti furono tutti arrestati dopo un drammatico inseguimento nelle vie della città. Si trattava di due importanti dirigenti, Bruno Seghetti «Claudio» e Luca Nicolotti «Valentino», e di due componenti della colonna napoletana, Salvatore Colonna e Maria Teresa Romeo.

Bruno Seghetti, membro del Comitato esecutivo delle BR e delle colonne romana e napoletana, dopo il suo ferimento e arresto il 19 maggio 1980.

Pur essendo iniziata la controffensiva dalle forze dell'ordine contro il movimento terroristico, le Brigate Rosse tuttavia continuavano ad esercitare un richiamo su alcuni movimenti dell'ultrasinistra. Il caso più eclatante fu l'omicidio del giornalista Walter Tobagi, ucciso a Milano il 28 maggio 1980 in un attentato terroristico perpetrato dalla Brigata XXVIII marzo, gruppo terroristico capitanato da Marco Barbone che, durante il processo a suo carico per questo fatto di sangue, dichiarò che il nome del gruppo era evocativo dell'uccisione dei brigatisti di Genova e che l'omicidio di Tobagi serviva da biglietto di presentazione per entrare a pieno titolo nell'organizzazione brigatista e non rimanere nel limbo dei fiancheggiatori. Tobagi era autore di numerosi articoli critici sulla sinistra extraparlamentare ed aveva usato toni assai duri contro i brigatisti, a cominciare dal famoso titolo "Non sono samurai invincibili" dato ad un suo articolo.
In seguito a un'inchiesta del quotidiano Avanti! si scoprì che, sei mesi prima dell'omicidio, un infiltrato tra i terroristi inviò ai carabinieri una memoria in cui spiegava dove si sarebbe effettuato e chi sarebbero stati i responsabili (Marco Barbone e la sua ragazza): si sospettò inoltre che a scrivere il volantino di rivendicazione fosse gente che conosceva a fondo il mondo del giornalismo milanese. Successivamente il quotidiano socialista e alcuni parlamentari furono processati per un reato di opinione.
A Milano il 12 novembre 1980 fu ucciso Renato Briano, direttore del personale della Marelli da un commando della colonna Walter Alasia mentre si recava al lavoro in un vagone della metropolitana. Il 28 novembre fu ucciso Manfredo Mazzanti, direttore dello stabilimento Falck Unione di Sesto San Giovanni.
Nel dicembre 1980 fu pubblicato L'ape e il comunista, un saggio di analisi marxista compilato dal nucleo storico delle BR, detenuto nel carcere di massima sicurezza di Palmi. La compilazione e la diffusione di questo testo viene interpretata come un tentativo del nucleo storico brigatista di riprendere il controllo sulle diverse colonne brigatiste in libertà. Il testo fu scritto principalmente da Curcio e Franceschini, e diffuso per appoggiare la nascita del Partito guerriglia di Senzani ancora in libertà.

### Sequestro D'Urso
In dicembre, a Roma, venne rapito il giudice Giovanni D'Urso, che dirigeva l'ufficio terzo della Direzione generale carceraria, al Ministero di Grazia e Giustizia (da lì venivano gli ordini di trasferimento, con la destinazione dei detenuti). Nei volantini di rivendicazione il giudice veniva definito «il massimo responsabile di tutto quanto concerne il trattamento di tutti i proletari detenuti sia nelle carceri normali sia nelle carceri speciali» e i suoi sequestratori chiesero, in cambio del rilascio, la chiusura del carcere dell'Asinara. La classe politica italiana, come in occasione del rapimento Moro, si divise tra fronte della fermezza e fronte della trattativa: il 25 dicembre Bettino Craxi dichiarò pubblicamente che la chiusura dell'Asinara poteva anche essere interpretata come un segnale di cedimento, ma che in realtà coincideva con un adempimento giustificato e da più parti richiesto, dando così inizio allo sgombero, mentre Enrico Berlinguer criticò duramente il provvedimento. Il 28 dicembre divampò una rivolta nel carcere di Trani (19 guardie carcerarie vennero prese in ostaggio da brigatisti e detenuti comuni) in seguito alla quale gli uomini dei GIS fecero irruzione, liberando gli ostaggi e reprimendo la sommossa. La sera del 31 dicembre arrivò la vendetta brigatista, con l'assassinio del generale Enrico Galvaligi.

Il 4 gennaio 1981 fu annunciato che D'Urso era stato condannato a morte, ma che la sentenza era sospesa: il giudice si sarebbe salvato solo se la stampa avesse pubblicato un proclama sottoscritto dal comitato di lotta del carcere di Trani. L'idea di coinvolgere gli organi di informazione era venuta a Giovanni Senzani: laureato in Lettere a Bologna, Senzani era un esperto di criminologia e problemi carcerari. Il giorno dopo Gianni Letta, direttore del quotidiano Il Tempo, fu il primo a dire di no: sulla stessa linea si schierò la maggioranza dei quotidiani italiani, tra cui il Corriere della Sera, il Giornale nuovo, Il Giorno, il Resto del Carlino e l'Unità. Sul fronte opposto Giuliano Zincone, direttore de Il Lavoro di Genova, decise di pubblicare i comunicati delle BR, insieme ai quotidiani Avanti!, il manifesto, Il Messaggero e La Nazione. Il Partito Radicale offrì alla famiglia D'Urso lo spazio a loro assegnato nella «Tribuna politica flash» trasmessa dalla Rai, e in quell'occasione la figlia Lorena, dopo aver rivolto un appello accorato per la liberazione del padre, lesse ampi stralci dai due comunicati. All'alba del 15 gennaio Giovanni D'Urso venne ritrovato in via del Portico d'Ottavia, vicino al Ministero di Grazia e Giustizia, incatenato all'interno di un'auto e vivo.
Durante il sequestro D'Urso si verificò la prima grave scissione entro l'organizzazione brigatista: viene espulsa tutta la colonna milanese Walter Alasia, ritenuta non aderente alla linea politico-operativa del comitato esecutivo e della direzione strategica. Questa espulsione della colonna, accusata di "frazionismo gruppettaro", annunciata con un comunicato di 19 fogli fatto ritrovare a Genova, con una telefonata ad un quotidiano, sarebbe stata decisa, è specificato nel comunicato, da una riunione con la partecipato dei rappresentanti di tutte le colonne brigatiste. Sempre nel medesimo comunicato le BR affermarono di non ritenersi responsabili degli attentati avvenuti contro gli industriali milanesi Briano e Mazzanti compiuti dalla colonna milanese.

### La fine della fase unitaria
L'unità del movimento terroristico venne meno tra il 1979 e il 1980: andò in frantumi il fronte unitario e la capacità di agire a livello nazionale. All'omicidio di Guido Rossa seguirono manifestazioni nazionali di protesta e di condanna, il 6 febbraio 1980 venne istituita la legge sui pentiti che aiutò ad aprire una breccia nella compattezza dei militanti, durante le crisi ideologiche conseguenti alla rottura del fronte unitario.

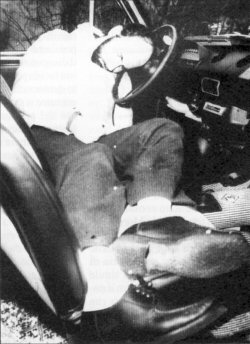
Il cadavere di Guido Rossa.

La colonna Walter Alasia si fece promotrice di un acceso dibattito interno e non firmò la risoluzione strategica del novembre 1979, decidendo di pubblicarne una propria. Emersero forti perplessità su una strategia (monopolizzata dalle decisioni di una ristretta cerchia) disposta a sacrificare tutto, in virtù del rigore ideologico e della coerenza rivoluzionaria, anche un rappresentante della classe operaia. In sostanza, la Walter Alasia si fece portavoce del dissenso interno propugnato dalla corrente «sindacalista» del movimento, sostenendo che le BR avrebbero dovuto ritornare «alle origini» e lottare contro gli obiettivi prioritari.

In seguito la colonna milanese si fece sempre più autonoma: Enrico Fenzi ricordò che dopo le prime rivelazioni di Patrizio Peci, i suoi membri criticarono la direzione di Mario Moretti e dell'esecutivo, giudicata insufficiente e appoggiando l'ideologia del nucleo storico di Curcio e Franceschini (avere rapporti con la classe operaia e una base non di massa). In una riunione svolta a Tor San Lorenzo i membri della Alasia si dissero contrari ai reclutamenti romani, e si proponevano come l'unica colonna in grado di prendere la direzione dell'organizzazione, dicendo all'esecutivo: «Fatevi da parte, che le Brigate Rosse siamo noi». La Walter Alasia venne espulsa dalla direzione strategica nel dicembre 1980 dopo che, nei mesi di giugno e luglio dello stesso anno, a nulla valse lo sforzo di mediazione della direzione strategica in persona.
Quella che verrà identificata a posteriori come «terza corrente», raccolta intorno alla colonna milanese Walter Alasia (presente soprattutto nelle grandi fabbriche di Milano e Torino), perseguì una strategia finalizzata all'inserimento diretto nelle lotte operaie per la tutela dei lavoratori, chiamata «sindacalismo armato». Alla fine di gennaio del 1983 la Walter Alasia cessò di esistere, dopo le retate operate dalle forze dell'ordine. L'unità del movimento eversivo cessò parallelamente alla controffensiva dello Stato. Tra il 1981 e il 1984 ulteriori scissioni all'interno delle BR produssero una galassia di sigle operanti al massimo a livello regionale, e alcune solo a livello cittadino.

### La frammentazione

Mario Moretti il giorno dell'arresto, il 4 aprile 1981.

Negli anni ottanta le BR cominciarono a frammentarsi e disperdersi: oltre ai vari nuclei della galassia brigatista e affine, come il Movimento Comunista Rivoluzionario, si divisero in tronconi, che a loro volta si suddivisero in ulteriori linee:
- Ala "militarista", d'ispirazione "dirigista marxista - leninista", entro cui si formarono
  - Brigate Rosse - Partito della Guerriglia del Proletariato Metropolitano,
  - Brigate Rosse - Partito Comunista Combattente, anch'esse definite militariste,  
    - a sua volta si scinderà in "prima posizione" e "seconda posizione" 

- Ala "movimentista"di matrice "maoista" 
  - Brigate Rosse - Unione Comunisti Combattenti, nate nel 1985 e ultimo nucleo storico, sotto la leadership di Paolo Persichetti e Maurizio Locusta;

- Brigate Rosse - Colonna Walter Alasia di matrice sinadacalista con a capo Stefano Ferrari e Maurizio Biscaro;
- Brigate Rosse - Fronte delle Carceri con a capo Mario Moretti ed Enrico Fenzi.

L'ala militarista raggruppava il "Partito Comunista Combattente", il "Fronte delle Carceri" ed il "Partito della Guerriglia del Proletariato Metropolitano" avente come punto di riferimento  Balzarani, mentre nell'ala movimentista principlmente formata dalle "Unità Comuniste Combattenti" si rifaceva alla guida di Giovanni Senzani; questa suddivisione è in parte più legata alle diverse aree geografiche in cui operano (Senzani a Roma, Balzerani al Nord) e a contrasti di personalità all'interno di esse, in quanto vista esternamente sembrano operare in modo relativamente unitario .
All'ala sindacalista apparteneva la "Colonna Milanese Walter Alasia", più legata alle tematiche delle lotte nelle fabbriche.
(Paolo Persichetti, membro delle BR-UCC)
Il 4 aprile 1981 Mario Moretti ed Enrico Fenzi furono arrestati a Milano, mentre tentavano di ricostituire una colonna milanese, e con la loro cattura emersero altre figure di spicco nella galassia brigatista: Giovanni Senzani (già organizzatore del sequestro D'Urso) e Antonio Savasta. Sotto la guida di Senzani l'organizzazione si rivolse al cosiddetto proletariato extralegale (gli emarginati del mondo del lavoro e degli studi), un mondo in cui vi furono anche presenti infiltrazioni con la criminalità comune.
All'interno dell'organizzazione nacquero due correnti principali: un'ala movimentista, in linea col Fronte delle Carceri e la colonna napoletana, guidata da Giovanni Senzani (il Partito della Guerriglia, scomparso già nel 1982, poco dopo l'arresto di Senzani), e un'ala militarista, le BR-PCC (Partito Comunista Combattente), con a capo Barbara Balzerani (nome di battaglia «Sara», detta la pasionaria e la primula rossa delle BR, poiché di lei si conosceva un'unica foto segnaletica risalente a vent'anni prima), catturata il 19 giugno 1985 assieme a Gianni Pelosi.

#### I sequestri del 1981
Nell'arco del 1981, sotto la guida di Giovanni Senzani, i brigatisti organizzarono quattro importanti sequestri: quello di Ciro Cirillo (assessore regionale della Campania), quello di Giuseppe Taliercio (direttore del petrolchimico di Porto Marghera), quello di Roberto Peci (fratello di Patrizio Peci, brigatista pentito, ed egli medesimo ex brigatista) e quello del generale della NATO James Lee Dozier.
Tre settimane dopo l'arresto di Moretti, il 27 aprile, a Torre del Greco fu rapito Ciro Cirillo da un commando che uccise l'autista e il brigadiere di pubblica sicurezza incaricati di proteggerlo. Dopo il terremoto dell'Irpinia del 1980, Cirillo diventò vicepresidente del Comitato tecnico per la ricostruzione, e per il rilascio dell'ostaggio le BR chiesero la requisizione
degli alloggi sfitti di Napoli (per sistemarvi i senzatetto), indennità per i terremotati, la pubblicazione dei comunicati e dei verbali a cui Cirillo si doveva sottomettere. Cirillo fu liberato il 24 luglio: in quei tre mesi di sequestro si era proceduto alla requisizione di alloggi liberi, ai terremotati era stata assegnata un'indennità di disoccupazione e il villaggio di roulottes alla Mostra d'Oltremare era stato smantellato. Fu anche pagato un riscatto di un miliardo e 450 milioni di lire «raccolti da amici», come sostenne lo stesso Cirillo, grazie a negoziati triangolati tra BR, la camorra di Raffaele Cutolo e i servizi segreti, in quel momento ancora affidati a funzionari e ufficiali iscritti alla P2. Il giorno dopo il rapimento il SISDE chiese e ottenne l'autorizzazione per avere contatti con Cutolo, detenuto nel carcere di Ascoli Piceno. All'appuntamento si erano recati Giuliano Granata (sindaco di Giugliano ed ex segretario di Cirillo) e Vincenzo Casillo, luogotenente di Cutolo. Successivamente ci furono altri incontri, e con altre persone. Il caso Cirillo si arricchì di un altro «giallo»: l'Unità pubblicò un documento del Ministero dell'Interno in cui c'era scritto che alcuni militanti DC locali (Vincenzo Scotti e Francesco Patriarca) erano intervenuti nei negoziati. Si trattò di un falso fatto pervenire al quotidiano da Luigi Rotondi, personaggio ambiguo arrestato nel 1984 per presunta appartenenza alla camorra. Il 25 ottobre 1989 il Tribunale di Napoli assolse tutti gli imputati dell'inchiesta-stralcio con l'eccezione di Cutolo, condannato per tentata estorsione.
Ebbero un esito diverso i sequestri di Giuseppe Taliercio (rapito il 20 maggio 1981) e di Roberto Peci (10 giugno 1981): fin dai primi comunicati si capì che non ci sarebbe stata possibilità di trattativa. Per il direttore del petrolchimico di Porto Marghera fu scritto che «di fronte all'esecuzione del porco Taliercio gli avvoltoi borghesi, i corvi revisionisti e le cornacchie radicali si troveranno ad aver lavorato ancora una volta invano. Il proletariato non si dividerà mai sulla giusta fine che meritano di fare i servi della borghesia come Taliercio e gli infami come Peci», mentre per Peci «l'unico rapporto della rivoluzione proletaria con i traditori è l'annientamento. Morte al traditore Roberto Peci. Il processo è concluso e la condanna a morte è la giusta sentenza che emettono le forze rivoluzionarie». La morte di Peci fu fotografata e questo gesto destò sgomento anche all'interno dell'universo terroristico. I cadaveri di Taliercio e Peci furono ritrovati rispettivamente il 6 luglio e il 3 agosto.
Il 3 giugno fu rapito l'ingegner Renzo Sandrucci (dirigente dell'Alfa Romeo) dai militanti della colonna Walter Alasia che ottennero, in cambio della sua liberazione, la revoca della cassa integrazione per 500 operai. Sandrucci verrà rilasciato il 23 luglio.
Verso fine anno fu rapito il generale americano James Lee Dozier: sottocapo di stato maggiore, al quartier generale NATO di Verona, fu sequestrato da quattro brigatisti, e si ipotizzò che fosse a conoscenza di importanti informazioni militari. Tuttavia per il generale non furono adottate particolari
misure di protezione, così il 17 dicembre, davanti all'edificio in cui Dozier abitava, arrivò un furgone davanti alla sua abitazione, con a bordo Ruggero Volinia, che trasportava un baule allestito a Roma. Contemporaneamente posteggiarono accanto una Fiat 128, guidata da Emilia Libera, e un pullmino
da cui scesero Antonio Savasta (capo del troncone brigatista) e Pietro Vanzi, vestiti da idraulici. Savasta e Vanzi, saliti all'ultimo piano, suonarono il campanello e dissero di dover riparare un termosifone. Mentre il generale cercava sul vocabolario il significato della parola termosifone, i due estrassero le pistole e lo immobilizzarono con la moglie Judith (rimase nella casa legata per alcune ore). Il generale, infilato nel baule, fu trasportato a Padova, nel covo di via Pindemonte, e tenuto prigioniero per 42 giorni. Vi furono i consueti comunicati dei terroristi, venne annunciato un «processo del popolo» contro il «nemico». In realtà l'impresa, che nei propositi brigatisti avrebbe dovuto rilanciare l'organizzazione, ne rappresentò, invece, il canto del cigno, dal momento che i sequestratori, non conoscendo l'inglese, non erano in grado di rivolgere domande al prigioniero. Per rapire Dozier i brigatisti utilizzarono un metodo abbastanza singolare, acquistando in un negozio di giocattoli un prospetto destinato ai ragazzi che volevano dipingere i soldatini di piombo con il colore delle vere uniformi e con i vari gradi: in seguito seppero che Dozier, visto tutte le sere uscire dal comando di via Scalzi a Verona per raggiungere senza scorta la sua casa, era un alto ufficiale. Dozier venne poi liberato, con una spettacolare azione, il 28 gennaio 1982, dalle squadre speciali della polizia, i NOCS, alle 11:15, senza spargimenti di sangue. A fornire le informazioni necessarie fu Ruggero Volinia a cui seguirono, dopo la liberazione del generale, le confessioni di Emilia Libera e soprattutto di Savasta, che diedero il colpo di grazia a quanto restava dell'organizzazione, ormai priva di una guida centralizzata. Nel 2012 l'ex funzionario di polizia Salvatore Genova, rivelò che la liberazione veloce di Dozier fu anche dovuta all'uso di tecniche di tortura contro brigatisti catturati, in particolare contro Ruggero Volinia, arrestato e sottoposto a una sorta di waterboarding da parte di funzionari e poliziotti, per rivelare l'ubicazione del covo.
La risposta dello Stato contro questo terrorismo, implicò anche un rafforzamento delle forze dell'ordine; è questo il contesto in cui nascono alcuni corpi speciali come il NOCS (operante sotto l'egida della Polizia di Stato), il GIS (corpo d'élite dell'Arma dei Carabinieri) e l'ATPI (teste di cuoio della Guardia di Finanza). Tali forze speciali furono istituite dall'allora Ministro dell'Interno Francesco Cossiga.
Gli attentati dei brigatisti cominciarono a rendersi meno frequenti, segno che l'attività investigativa stava iniziando a dare i suoi frutti. A Roma, però, rimase gravemente ferito, in un attentato delle BR, il vicequestore Nicola Simone il 6 gennaio 1982.

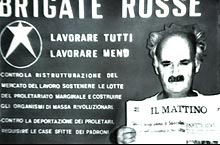
Foto di Ciro Cirillo prigioniero delle BR (1981).

Il 26 agosto 1982 un commando di dieci brigatisti dei PPG (Partito della Guerriglia) attaccò un convoglio militare dell'Esercito a Salerno uccidendo il caporale Antonio Palumbo e gli agenti Antonio Bandiera e Mario De Marco della squadra volante accorsa sul luogo, i brigatisti fuggirono portando con sé 4 fucili «FAL» Beretta BM 59 e 2 Garand militari. Questo assalto fece modificare le procedure di vigilanza nelle aree militari, che vennero vigilate dai militari di guardia con il colpo in canna all'arma.

### Il declino

#### Gli ultimi omicidi
Il movimento delle BR fu decimato negli anni ottanta, dopo la cattura di Giovanni Senzani, Antonio Savasta (durante la liberazione del generale Dozier), Barbara Balzerani e di Antonino Fosso (detto «il cobra», arrestato nel 1988). Gli arresti aprivano via via nuove falle nelle organizzazioni brigatiste, e il 29 maggio 1982 ebbe definitiva approvazione la legge n. 304 («Misure per la difesa dell'ordine costituzionale») che prevedeva forti sconti di pena per i collaboratori di giustizia.
Pochi mesi dopo, il 21 ottobre, si svolse la sanguinosa rapina del Banco di Napoli a Torino, con l'uccisione a freddo di due guardie giurate. Iniziò l'ultima fase della storia brigatista, caratterizzata dal rapimento (seguito dall'uccisione) di Germana Stefanini vigilatrice penitenziaria del carcere di Rebibbia, il 28 gennaio 1983; dagli omicidi del generale statunitense Leamon Hunt (15 febbraio 1984), dell'economista Ezio Tarantelli (27 marzo 1985), dell'ex sindaco di Firenze Lando Conti (10 marzo 1986), del generale Licio Giorgieri (20 marzo 1987) e del Senatore Roberto Ruffilli (16 aprile 1988), consulente del Presidente del Consiglio Ciriaco De Mita in materia di questioni istituzionali.
Il 4 giugno 1983 fu gambizzato in un attentato Gino Giugni, socialista, padre dello statuto dei lavoratori, consulente sindacale del Ministero del Lavoro, attivo nella battaglia sul blocco della scala mobile. Il 15 febbraio 1984 le BR-PCC uccisero a Roma Ray Leamon Hunt, il comandante in capo della Sinai Multinational Force and Observer Group, la forza militare multinazionale dell'ONU nel Sinai: nel documento di rivendicazione viene affermata la necessità di un intervento antimperialista. Le FARL (Frazioni Armate Rivoluzionarie Libanesi) rivendicarono l'azione insieme alle BR-PCC. Giorgio Galli, in Storia del partito armato, indicò in Maurizio Folini (noto come «Corto Maltese») il tramite per cui le armi dell'OLP e di Muammar Gheddafi giungevano alle BR, circostanza confermata dal terrorista in persona che utilizzava la sua barca da diporto per il trasporto del materiale bellico. Si è anche scritto che le BR erano in contatto fin dal 1973 con l'OLP al fine di ricercare un trampolino di lancio sulla scena internazionale. La figura della terrorista palestinese Leila Khaled affascinava addirittura Mara Cagol.
L'ultima risoluzione strategica, in cui si ammetteva il fallimento della lotta armata, era del 1984, intitolata Come uscire dall'emergenza. Il 27 marzo 1985 fu ucciso il giuslavorista Ezio Tarantelli, altro tecnico attivo per il blocco della scala mobile: il professor Tarantelli insegnava Economia politica presso l'Università Iª in Roma La Sapienza, ed era stato uno degli studiosi vicini alla CISL per gli Studi Economici e del Lavoro che avevano ispirato l'accettazione del decreto di San Valentino (due mesi prima, il 9 gennaio, fu ucciso a Torvaianica Ottavio Conte, agente dei nuclei speciali della polizia).
Il 10 febbraio 1986, le BR-PCC uccisero Lando Conti a Firenze, mentre il 21 febbraio le BR-UCC si resero responsabili del ferimento di un consulente di Bettino Craxi, Antonio Da Empoli. Il 14 febbraio 1987 le BR-PCC compirono il massacro in via Prati di Papa durante una rapina per autofinanziamento; il 20 marzo le BR-UCC uccisero a Roma Licio Giorgieri, generale che si occupava del progetto EFA, inerente alla costituzione di una forza aerea militare europea, mentre il 16 aprile 1988, a Forlì, le BR-PCC uccisero il senatore Roberto Ruffilli collaboratore di Ciriaco De Mita.
Nell'estate 1986 un documento della Rote Armee Fraktion, rinvenuto dai servizi segreti tedeschi e diffuso da una agenzia giornalistica tedesca avente il titolo "Lottare insieme. Fronte antimperialistico
in Europa occidentale", conteneva anche alcuni testi delle Br italiane, e, secondo gli esperti, indicava la volontà di migliorare la collaborazione della RAF con quello che rimaneva delle BR , tentativo di collaborazione che vide un commando RAF, intitolato a Mara Cagol, uccidere in un attentato il dirigente della Siemens Kurt Beckurts e il suo autista e che proseguì almeno fino al 1988.

#### Fine della lotta armata
Mentre lo Stato organizzava la controffensiva, le BR iniziavano la parabola discendente, minate da crisi di credibilità e travagli interni. Dopo la stagione dei dissidi e delle epurazioni interne, le BR erano ridotte a un movimento non più in grado di azioni in grande stile. Inoltre, dopo l'assassinio di Guido Rossa, persero per sempre i consensi nel mondo sindacale e nella realtà della sinistra extraparlamentare, non rappresentando più nessuno, all'infuori di se stessi: erano totalmente avulsi dal mondo politico e dalla realtà sociale. Ormai il movimento era allo sbando, privo a livello nazionale di direzione e di coordinamento, frammentato in realtà per lo più locali, che gareggiavano tra di loro nel compiere azioni ad alta risonanza.
Lo smantellamento dell'apparato terroristico si concluse per le BR-UCC tra il 6 e il 7 settembre 1987, e per le BR-PCC il 2 settembre 1988, quando furono letteralmente smantellate le ultime due cellule operanti a Napoli e a Parigi.
Nel 1987 il nucleo storico, tra cui Renato Curcio e Mario Moretti, detenuti da tempo, dichiarò conclusa la stagione della lotta armata.
I brigatisti in clandestinità erano ridotti a uno sparuto gruppo privi di coordinamento e di capacità operative. Molti di più erano i transfughi, come Alessio Casimirri in Nicaragua o molti altri in Francia, dove il clima tollerante garantito dalla dottrina Mitterrand instaurato dal Presidente francese François Mitterrand, rendeva loro possibile evitare la carcerazione in Italia. Proprio in Francia, nel 1977 Duccio Berio, Vanni Mulinaris e Corrado Simioni fondano la scuola di lingue Hyperion, in cui insegnò anche Toni Negri, docente padovano arrestato nell'ambito dell'inchiesta 7 aprile del 1979. Si ipotizzò che la struttura fungesse da copertura, da collegamento internazionale per tutte le cellule terroristiche operanti nel territorio europeo. L'Euskadi Ta Askatasuna, la Provisional Irish Republican Army, l'Organizzazione per la Liberazione della Palestina, la Rote Armee Fraktion e naturalmente le Brigate Rosse strinsero importanti rapporti fondati sulla comune necessità di mantenere o di destabilizzare gli equilibri sanciti dalla guerra fredda.
Alcuni degli arrestati diventarono collaboratori di giustizia per ottenere degli sconti di pena: il 23 ottobre 1988 un gruppo di irriducibili, tra cui Prospero Gallinari, dichiarò in documento di sei cartelle e mezzo che «la guerra contro lo Stato era finita», e che «le Brigate Rosse coincidono di fatto con i prigionieri politici delle Brigate Rosse», sconfessando chi all'esterno voleva utilizzare la sigla «BR» e sciogliendo di fatto l'organizzazione. Dal primo attentato brigatista erano passati 18 anni.

### Gli anni 1990
L'organizzazione è stata sradicata sia in conseguenza dell'azione di alcuni infiltrati dei servizi segreti, sia grazie a una legge che concedeva benefici penali ai membri che, arrestati, si fossero pentiti e avessero collaborato alla cattura di altri membri, ricusando la propria fede e denunciando i complici. Un'altra ragione dello sfaldarsi delle BR fu il venir meno della loro attrattiva nei confronti delle aree movimentiste e del disagio sociale, e del loro progressivo isolamento ideologico durante la seconda metà degli anni settanta, a causa delle trasformazioni sociali in atto. Nel 1989 i processi per il rapimento di Cirillo e per l'omicidio di Ruffilli condannavano all'ergastolo l'ultimo drappello di terroristi catturati.
Alcuni capi brigatisti arrestati e condannati sono stati inseriti in programmi di reinserimento sociale. Oltre a Toni Negri (che fu militante di Potere Operaio e Autonomia Operaia, ma non delle BR), altri brigatisti, dopo la detenzione, avendo scontato le condanne inflitte, si sono inseriti nell'attività politica e sociale entro le forze della sinistra italiana, come Roberto Del Bello segretario particolare di Francesco Bonato (PRC), sottosegretario al Ministero dell'interno nel governo Prodi II, e Susanna Ronconi inserita nella Consulta sulle tossicodipendenze del ministro per la Solidarietà sociale Paolo Ferrero, mentre Paolo Persichetti divenne giornalista per Liberazione, il quotidiano del PRC.
Nell'agosto 1991, Francesco Cossiga, presidente della Repubblica, propose di concedere la grazia a Renato Curcio, che per tutto quel mese bollò come concluso il periodo brigatista: si trattò di un atto inusuale perché Cossiga propose la grazia pubblicamente, condizionandola però al riconoscimento da parte delle forze politiche, e soprattutto del governo e del parlamento di un valore politico più generale della stessa. Iniziò un dibattito che vide coinvolti il mondo politico e la stampa: tra i favorevoli ci furono Bettino Craxi e Giuliano Ferrara, mentre tra i contrari si segnalarono Leo Valiani, Franco Zeffirelli e Domenico Modugno. Il provvedimento non si realizzò anche a causa dell'opposizione di Claudio Martelli, all'epoca ministro di grazia e giustizia.
Il 1992 è stato identificato, da alcuni esperti di terrorismo, come l'anno di nascita dei movimenti che hanno portato alla genesi delle Nuove Brigate Rosse. Agli attentati messi a segno dai Nuclei Comunisti Combattenti (NCC), si è aggiunta la fondazione, a Viareggio, dei Comitati di Appoggio alla Resistenza Comunista (CARC), il 21 novembre. Infatti, il 13 febbraio 1995 vengono arrestati due appartenenti agli NCC, Fabio Mattini e Luigi Fucci. Quest'ultimo è stato il compagno di Nadia Desdemona Lioce, già ritenuta dalla DIGOS appartenente al 
gruppo sovversivo e irreperibile proprio da quell'anno.
Il 2 settembre 1993, venne compiuto un attentato contro la base americana di Aviano. L'indomani, due telefonate giunte nel pomeriggio, alla redazione romana del quotidiano la Repubblica e in serata a quella di Pordenone de Il Gazzettino lasciarono pochi dubbi in proposito. Un'altra chiamata, anche alla sede di Milano dell'agenzia ANSA, recitò: «Qui Brigate Rosse. Rivendichiamo l'azione di Aviano». Una voce maschile, senza inflessioni dialettali, spiegò nei dettagli il movente e la dinamica dell'attentato, per fortuna senza morti e feriti, in quanto venne lanciata una bomba a mano a elevato potenziale contro il muro di cinta della base dell'USAF. L'anno prima, 18 ottobre 1992, la stessa rivendicazione era giunta per un attentato contro la sede romana della Confindustria, il 10 gennaio 1994, a Roma, si verificò un attentato alla NATO Defense College, il 23 febbraio 1996, sempre a Roma, si ebbe un ennesimo attentato dinamitardo contro una palazzina dell'Aeronautica Militare, mentre nella notte del 12 marzo 2003 si sparò contro la sede regionale di Forza Italia, a Milano.
Nonostante gli appelli della «vecchia guardia», che l'11 maggio 1997 a Torino chiese di porre fine una volta per tutte all'esperienza della lotta armata, ai CARC ed ai NCC si aggiunge anche una sigla mai prima apparsa. Infatti, il 22 giugno 2000, a Riva Trigoso (Genova), cinque fogli dattiloscritti vengono recapitati tramite posta prioritaria alla rappresentanza sindacale unitaria della Fincantieri di Riva Trigoso. Contengono frasi inquietanti, minacce ed esortazioni agli operai affinché riprendano la lotta armata. Il documento, firmato con una stella a cinque punte simbolo delle Brigate Rosse posta sotto la dicitura Nucleo di iniziativa proletaria rivoluzionaria (NIPR), sarebbe stato inviato dall'aeroporto Leonardo da Vinci di Roma. La busta giunse anche ad altre aziende italiane, come l'Ilva di Genova. Lo stesso gruppo aveva rivendicato, il 19 maggio a Roma, la paternità dell'ordigno esploso quattro giorni prima nella sede della Commissione di garanzia dell'attuazione della legge sullo sciopero nei servizi pubblici essenziali in via Po, a Roma.

### Gli anni 2000: le «Nuove Brigate Rosse»
Nel 1999 nacquero le Nuove Brigate Rosse, che ispirarono la loro azione terroristica alle vecchie BR-PCC e BR-UCC per uccidere due consulenti alle dipendenze di due presidenti del Consiglio, Massimo D'Antona nel 1999 (con Massimo D'Alema presidente del Consiglio) e Marco Biagi, nel 2002 (con al governo Silvio Berlusconi). I nomi utilizzati dai neobrigatisti furono diversi, tra cui: BR per la costruzione del Partito Comunista Combattente (riprese la sigla BR-PCC), BR-Nuclei Comunisti Combattenti (BR-NCC) e Nuclei Iniziativa Proletaria Rivoluzionaria (NIPR).
Nel 2003 le Nuove BR sono tornate nella cronaca a causa della sparatoria sul treno tra i due esponenti delle Nuove Brigate Rosse-Nuclei Comunisti Combattenti (BR-NCC) Mario Galesi e Nadia Desdemona Lioce e degli agenti di Polizia Ferroviaria. Galesi e un agente, Emanuele Petri, morirono per i colpi di arma da fuoco. In seguito ai file trovati nel notebook della Lioce, sono stati arrestati altri componenti del gruppo armato e dalla fine del 2004 le forze dell'ordine si sono avvalse della collaborazione di una pentita, Cinzia Banelli (nome di battaglia «Compagna So»).
Le Nuove BR si ispirano al modello a compartimenti stagni dell'eversione greca dell'Organizzazione rivoluzionaria XVII novembre, smantellata nel 2004 dopo un trentennio di attività nella più assoluta segretezza. Il movimento terrorista greco venne fondato da attivisti dell'estrema sinistra ellenica che si ispiravano all'attività della guerriglia comunista greca del secondo dopoguerra (l'Ellinikós Laïkós Apeleftherotikós Stratós, Esercito Popolare di liberazione greco, fondato nel 1941 e attivo dal 1945 al 1949) e alla rivolta degli studenti del Politecnico di Atene contro il Regime dei colonnelli repressa nel sangue il 17 novembre 1973, era organizzato in modo tale che ogni sua cellula fosse totalmente indipendente dall'altra. Addirittura, i membri di cellule diverse neppure si conoscevano personalmente, di modo che, anche con lo smantellamento di una cellula, le altre rimanevano perfettamente operative. L'esatto opposto della struttura delle vecchie BR, che letteralmente collassò quando i primi militanti catturati collaborarono con la giustizia.
Nei giorni precedenti al 19 gennaio 2007 a Milano vengono trovati dei piccoli libretti in formato superiore e inusuale a un foglio A4 attaccati ai vetri di una concessionaria e inseriti nel tergicristallo di alcune vetture parcheggiate in una via molto vicina alla concessionaria citata. Non è chiaro se si tratti realmente delle Nuove BR o se fosse solamente uno scherzo, ma la scrittura è quella brigatista e inoltre altri particolari fanno pensare ad un nuovo tentativo di propaganda, forse ad una cellula nascente. In alcune frasi era anche citato il nome della pentita Banelli ed erano presenti minacce. Il 12 febbraio 2007 sono stati arrestati quindici presunti militanti delle Nuove BR, il Partito Comunista Politico-Militare, vicini all'ala movimentista di Seconda Posizione, in seguito a indagini iniziate nel 2004 dalla Procura della Repubblica di Milano, condotte dal PM di Milano, Ilda Boccassini. Sei degli arrestati vivevano a Padova. Fra gli arrestati sette sono sindacalisti della CGIL, che sono stati sospesi a seguito della notizia del loro arresto. Si trattò di: Davide Bortolato, 36 anni; Amarilli Caprio, 26 anni; Alfredo Davanzo, 49 anni; Bruno Ghirardi, 50 anni; Massimiliano Gaeta, 31 anni; Claudio Latino, 49 anni; Alfredo Mazzamauro, 21 anni; Valentino Rossin, 35 anni; Davide Rotondi, 45 anni; Federico Salotto, 22 anni; Andrea Scantamburlo, 42 anni; Vincenzo Sisi, 53 anni; Alessandro Toschi, 24 anni; Massimiliano Toschi, 26 anni; Salvatore Scivoli, 54 anni. Alcuni di questi arrestati si sono dichiarati prigionieri politici di fronte al giudice inquirente, avvalendosi della facoltà di non rispondere alla domande poste, seguendo una prassi iniziata dai molti brigatisti storici negli anni settanta. Nei giorni successivi è stato trovato un deposito di armi. I quotidiani riferiscono che sarebbero emersi alcuni progetti di attentato a danno di un esperto del lavoro e giornalista del Corriere della Sera, progetti di attentato al giornale Libero e a una delle ville di Silvio Berlusconi.
Quasi tutte le forze politiche hanno condannato questi progetti manifestando solidarietà alle persone minacciate, altre (rappresentate tra gli altri da Francesco Saverio Caruso, parlamentare eletto nelle liste del PRC) hanno invece espresso dubbi sulle accuse rivolte agli arrestati. È stata invece stroncata sul nascere da parte della polizia la rinascita della colonna romana (con diramazioni a Sassari e a Genova), tra il 2008 e il 2009. Gli investigatori della DIGOS hanno proceduto a far sequestrare documenti di classico stampo brigatista (le «dichiarazioni strategiche» qui presentate come «dichiarazioni politiche», contenenti invocazioni alla lotta di classe, alla lotta armata, a omicidi mirati, ad attentati contro le istituzioni e le basi statunitensi in Italia), un arsenale composto da armi automatiche, semiautomatiche, esplosivi e una bomba teleguidata per operare un attentato contro il meeting del G8 a La Maddalena prima e a L'Aquila poi.
Il questore di Roma, Giuseppe Caruso, ha commentato positivamente l'arresto di Luigi Fallico (57 anni), Bernardino Vincenzi (38 anni), Riccardo Porcile (39 anni), Gianfranco Zoja (55 anni) e Bruno Bellomonte (50 anni). Bellomonte era stato arrestato nel luglio 2006 e successivamente scarcerato, essendosi dimostrato il falso ideologico. Alcuni di loro erano stati coinvolti nell'attentato alla caserma della Folgore di Livorno, definita «covo di fascisti e stupratori».
Il 10 giugno 2009 Bellomonte era stato accusato, insieme ad altri militanti del partito sardo A Manca pro s'Indipendentzia (A Sinistra per l'Indipendenza), di essere un esponente delle Brigate Rosse ed era nuovamente stato arrestato, suscitando proteste per il fatto che un indipendentista non potrebbe militare in organizzazioni italiane; in violazione al diritto di territorialità della pena, ha scontato la sua carcerazione preventiva a Catanzaro fin quando in data 21 novembre 2011, dopo ore di camera di consiglio, la Corte d'assise di Roma lo ha assolto da accuse definite inconsistenti e di tipo politico.
Le Nuove BR furono sospettate anche per il ferimento dell'amministratore di Ansaldo Nucleare, Roberto Adinolfi, gambizzato a Genova nel 2012, poi rivendicato invece da un gruppo anarco-insurrezionalista, la Federazione anarchica informale. Ci furono altre rivendicazioni, tra cui una definita «vetero-brigatista», ma non venne considerata attendibile.

## Ideologia

Volantini delle BR con la tipica stella a cinque punte.

Secondo fondatori e dirigenti, le Brigate Rosse dovevano «indicare il cammino per il raggiungimento del potere, l'instaurazione della dittatura del proletariato e la costruzione del comunismo anche in Italia». Tale obiettivo doveva realizzarsi attraverso azioni politico-militari e documenti di analisi politica detti «risoluzioni strategiche», che indicavano gli obiettivi primari e la modalità per raggiungerli.
I brigatisti ritenevano non conclusa la fase della Resistenza all'occupazione nazifascista dell'Italia; secondo la loro visione all'occupazione nazifascista si era sostituita una più subdola «occupazione economico-imperialista del SIM (Stato Imperialista delle Multinazionali)», diretta emanazione dell'imperialismo capitalista rapace e sfruttatore di matrice statunitense, a cui bisognava rispondere intraprendendo un processo di lotta armata che potesse scardinare i rapporti di oppressione dello Stato e fornire lo spazio di azione necessario allo sviluppo di un processo insurrezionale e la nascita di democrazia popolare di stampo sovietico, o quanto meno di matrice leninista, espressione della dittatura del proletariato. Le Brigate Rosse hanno quindi sempre rifiutato la definizione di «organizzazione terroristica», attribuendosi invece l'espressione «guerrigliera».
Proprio per ribadire la ostentata «estraneità» alla natura semplicemente terroristica, dichiarata dall'organizzazione guerrigliera, il professor Giovanni Senzani nei comunicati ufficiali delle BR, nonché sugli stendardi che servivano da sottofondo per le fotografie ai cosiddetti «prigionieri politici» (le persone sequestrate dai brigatisti e tenute prigioniere nelle cosiddette «carceri del popolo») faceva iscrivere la frase: «La rivoluzione non si processa!». L'ideologia brigatista si riconduceva, a dire di chi la propugnava, a un'«incompiuta lotta di liberazione partigiana dell'Italia»; come i partigiani avevano liberato il popolo dalla dittatura nazifascista, le BR avrebbero liberato una volta per tutte il popolo dalla servitù alle «multinazionali». Un giorno, parlandone con l'avvocato Giambattista Lazagna, Franceschini si sentì dire: «Va bene, fate pure, io intanto vado a pesca. Noi partigiani abbiamo resistito un anno, ed era una guerra dichiarata, popolare, con scadenze prevedibili. E voi volete andare avanti vent'anni?».
Il terrorismo di fabbrica proveniva dall'esasperazione delle lotte sindacali, dalla conflittualità permanente e dal rifiuto totale dell'economia di mercato che solo la violenza e la rivoluzione avrebbero potuto abbattere, costituendo una società più equa anche a costo di spargere molto sangue. In questa visione i dirigenti di fabbrica diventavano biechi boiardi della reazione, i «capi» e «capetti» degli infami aguzzini, mentre i buoni operai erano visti come schiavi bisognosi di uno Spartaco che risvegliasse i loro istinti di rivolta. I principali brigatisti usciti dalle fabbriche Sit-Siemens erano Mario Moretti (perito industriale), Corrado Alunni (lascerà le BR per formare un'altra organizzazione) e Alfredo Bonavita (operaio).
L'altra anima delle Brigate Rosse fu quella della contestazione studentesca, nella fattispecie quella sorta alla Facoltà di Sociologia dell'Università di Trento, cui appartenevano sia Renato Curcio che la moglie, Margherita Cagol.

## Struttura e organizzazione
Le Brigate Rosse «storiche» erano strutturate come un vero e proprio esercito di liberazione nazionale, non dissimile da quello vietnamita o dal FLN (Fronte di Liberazione Nazionale algerino).
Il gruppo di comando dell'organizzazione, detto «direzione strategica», definiva la linea politica da seguire per un certo periodo. All'interno della linea decisa, ogni singola colonna definiva anche le azioni armate da compiere. Le azioni più importanti venivano decise dal «Comitato esecutivo», composto da quei membri della «direzione strategica» che avevano la responsabilità di dirigere una «colonna».
Il modello ideale da cui trarre ispirazione era quello partigiano, le nuove declinazioni del potere e delle lotte operaie in corso, tuttavia, ponevano le BR in una prospettiva metropolitana, sulla scorta del movimento Tupamaros in Uruguay.
Ma il punto debole dell'intera struttura era identificabile nella rigida verticalità dell'organizzazione che non lasciava spazi autonomi alle diverse colonne. Tale rigida organizzazione gerarchica sarà la causa della scissione (tra il novembre 1979 e il novembre 1980) del movimento nei due tronconi, ala militarista e colonna milanese autonoma che prenderà il nome «Walter Alasia», d'ispirazione puramente sindacalista, e alla successiva spaccatura, nel triennio 1981-1984, tra ala militarista e ala movimentista, la prima d'ispirazione marxista-leninista e la seconda maoista, e della sua infiltrazione da parte dell'antiterrorismo che condurrà allo smantellamento definitivo dopo il rapimento del generale statunitense James Lee Dozier, nel 1981 a Verona e alla sua successiva liberazione a Padova nel 1982.
Dal 1982 si è assistito allo sgretolamento della logica verticistica e all'affermarsi di innumerevoli autonome entità, per cui viene meno il centro di comando rappresentato dalla «Direzione Strategica». Le Nuove BR che si affermeranno dal 1999 al 2009 ricalcheranno la struttura frammentaria degli ultimi anni delle BR storiche.

## Analisi ed attività
Sergio Zavoli, nell'inchiesta La notte della Repubblica, ha sostenuto che dal 1974 (anno dei primi omicidi rivendicati) al 1988 le Brigate Rosse hanno rivendicato 86 omicidi, in gran parte agenti della Polizia di Stato e dell'Arma dei Carabinieri, magistrati e uomini politici. Di questi, vi furono 85 uomini e 1 sola donna (Germana Stefanini, guardia penitenziaria, tramite la sigla Nuclei per il potere del proletario armato, legata a Prima Linea e alle BR).
Agli omicidi vanno aggiunti i ferimenti, i sequestri di persona e le rapine compiute per finanziare l'organizzazione.
Non sempre, successivamente, le vittime condannarono in modo totale i brigatisti. Ad esempio, Montanelli, pur da sempre avversando il movimento eversivo incarnato dalle BR, criticò apertamente il pentitismo che risulterà fondamentale nello scardinare il terrorismo, diventando poi anche amico dei due brigatisti che lo avevano ferito (Lauro Azzolini e Franco Bonisoli) e che si erano dissociati dalla lotta armata, tanto che proprio Bonisoli fu l'ultimo a lasciare la camera ardente ai funerali di Montanelli. Lo stesso Montanelli disse che era sbagliato mettere sullo stesso piano il terrorismo brigatista e la criminalità organizzata (essendo il primo un ciclo storico e il secondo un fenomeno endemico) scrivendo, in risposta a uno dei suoi ex attentatori (Lauro Azzolini): «Quando, dieci anni dopo, venni a stringervi la mano, il gesto fu naturalmente equivocato. Non potendo attribuirlo alla paura, visto che voi eravate in galera e che il terrorismo era ormai debellato, molti mi accusarono di avervi stretto la mano per esibizionismo. Non capirono che lo avevo fatto perché ci eravamo combattuti all'ultimo sangue, ma allo stesso modo, cioè di fronte e a viso scoperto. Ecco perché ogni qual volta il romanziere di turno [...] si mette a ricamare sulle vostre tresche con la mafia, la camorra, la P2, i servizi segreti, ed insomma con quanto c'è di più sudicio in questo sudicio Paese, mi viene da ridere, ma anche un po' da indignarmi perché questo significava non avere, del terrorismo, capito nulla. Il terrorismo era la pistola; la malavita e il sudiciume sono l'Aids».

## Le cause e le interpretazioni del fenomeno
Lo Stato italiano non avvertì da subito il pericolo insito nel movimento terrorista. Eppure, stando a quanto apparso sul settimanale Panorama già al termine del raduno di Costaferrata dell'agosto 1970, durante il quale una trentina di ex militanti del PCI reggiano si erano incontrati per una settimana con altrettanti militanti milanesi e trentini per «passare dalle parole ai fatti», la cosa non era sfuggita alla sezione del PCI di Reggio Emilia, né alla polizia: il primo inviò alcuni suoi informatori che riferirono i temi discussi; la seconda con due agenti si sarebbe fatta consegnare, dal ristoratore che aveva ospitato i futuri terroristi, l'elenco dei nominativi dei partecipanti.
Sottovalutando il fenomeno, il quotidiano del PCI si occupò per la prima volta delle BR parlandone come di una provocazione. Seguirono anni di ambiguità in cui non solo nel partito, che pure condannava fermamente le violenze, ma anche negli ambienti culturali che gravitavano intorno ad esso, ci si rifiutò di riconoscere la reale portata delle BR: secondo alcuni ciò avvenne perché la gran parte degli intellettuali italiani era, o dichiarava di essere, filocomunista, per cui non le conveniva riconoscere che il nascente terrorismo brigatista fosse da attribuirsi alla sua stessa matrice ideologica e politica. Talvolta, la stessa intellighenzia e la borghesia italiana si mostrarono acquiescenti verso gli estremisti nella speranza che questi, una volta andati al potere, gli risparmiassero i loro beni (ville e soldi).
Secondo la testimonianza di Piero Fassino, uno dei dirigenti del PCI in quegli anni, «a volte, le nostre intenzioni erano confuse. Mentre alcuni compagni pensavano a una congiura di forze reazionarie, in altri la condanna del terrorismo era, come dire?, soltanto tattica. Secondo questi ultimi compagni, il terrorista sbagliava unicamente perché la forma di lotta che aveva scelto era "controproducente" e faceva il gioco del padrone. Mancava in molti di noi un giudizio negativo della violenza, da rifiutare sempre, in sé e per sé. E c'erano anche, guai a non riconoscerlo!, gruppi sia pure isolati di nostri compagni che dicevano di certe vittime: "Gli sta bene!". Accadde, ad esempio, per il sequestro Amerio. Quest'ultima posizione si espresse nella formula: "I terroristi sono compagni che sbagliano". Lo slogan imperversò per un paio d'anni, fino al 1977, contrapponendosi alla tesi della congiura».
Nel 1978 fece notizia un articolo di Rossana Rossanda, apparso su il manifesto, pochi giorni dopo il rapimento di Aldo Moro e la diffusione dei primi comunicati brigatisti, in cui, a loro commento, scriveva:
(Rossana Rossanda, Il discorso sulla Dc, il manifesto, 28 marzo 1978.)
Le rispose pochi giorni dopo su l'Unità un articolo di Emanuele Macaluso che replicava: «Io non so quale album conservi Rossana Rossanda: è certo che in esso non c'è la fotografia di Togliatti; né ci sono le immagini di milioni di lavoratori e di comunisti che hanno vissuto le lotte, i travagli e anche le contraddizioni di questi anni. [...] Una tale confusione e distorsione delle nostre posizioni da parte degli anticomunisti di destra e di sinistra è veramente impressionante».
Sarà tuttavia nel novembre 1979 che Giorgio Amendola riconobbe: «L'errore iniziale compiuto dal sindacato è stato quello di non denunciare immediatamente il primo atto di violenza teppistica compiuto in fabbrica, come quello compiuto nelle scuole. L'errore dei comunisti è stato quello di non aver criticato apertamente, fin dal primo momento, questo comportamento, per un'accettazione supina dell'autonomia sindacale e per non estraniarsi dai cosiddetti movimenti».

L'ex capo dello Stato Francesco Cossiga, autore di alcune leggi speciali antiterrorismo e ministro dell'interno durante il sequestro Moro, nel 2002 affermò, in una lettera all'ex brigatista recluso Paolo Persichetti che le BR erano nemici politici, ma non dei criminali, dichiarandosi favorevole a un'amnistia e dando una valutazione della genesi del fenomeno del terrorismo rosso: 

### Sulle Nuove BR
In un'intervista rilasciata al settimanale L'Espresso il 1º marzo 2007 Mario Ferrandi, ex militante di Prima Linea ora dissociato, ha offerto invece un'interpretazione delle Nuove BR. L'intervistato cita diversi punti di contatto nell'ideologia delle nuove leve con quelle delle BR storiche. Tra questi ci sono i classici pilastri fondanti dell'ideologia brigatista, seppur adattati alla realtà attuale: guerra alla globalizzazione vista come la degenerazione della politica economico-finanziaria statunitense e lotta sindacale dura contro il precariato (che ha preso il posto delle lotte sindacali del periodo dell'autunno caldo del 1969).
Infatti, gli arrestati delle Nuove BR sono nati e cresciuti nel periodo in cui le BR storiche avevano già intrapreso la loro parabola discendente. Secondo Ferrandi, la difficoltà economica imputabile al precariato lavorativo diffuso, in parte riconducibile alla legge Biagi è il collante che accomuna tutti i recenti arrestati. Analizzando le testimonianze di chi ha conosciuto i nuovi brigatisti e il loro retroterra, emergono alcuni dati incontrovertibili che solo in parte possono essere riconducibili all'ideologia brigatista classica. Alla mancanza totale di prospettive per il futuro, si afferma nel colloquio, si sovrappone la militanza dei neobrigatisti nei centri sociali, ove si discute dello strapotere delle multinazionali e degli aspetti più brutali dello sviluppo del capitalismo nell'era della globalizzazione, che fa del profitto il fine primo e ultimo cui tendere, sacrificando ad esso la giustizia sociale, la libertà individuale e gli ideali politici.
In pratica si citano diversi fattori interni all'Italia (precarietà del lavoro, immobilismo politico inteso come mancanza di alternative ed impossibilità di affermazione di nuove tendenze) misti a fattori internazionali (globalizzazione e disumanizzazione del lavoro nelle multinazionali) quali detonatori in grado di spingere alcuni giovani sul sentiero dell'insurrezione armata. Si cita anche un parallelismo della nuova ideologia che sarebbe emersa in alcuni centri sociali con la primitiva ideologia brigatista, quella del periodo compreso tra il 1970 e il 1975, ove dominavano aspetti di lotte sindacali, creazione di avvicendamento politico ottenibile soltanto con le armi, lotta senza quartiere alle multinazionali. Infatti le prime BR si esprimevano contro il nemico comune americano e contro i partiti politici nazionali, a loro volta identificati nella longa manus del potere statunitense. La quadratura del cerchio starebbe nella concezione secondo cui, scardinando una situazione politica nazionale «ingessata» da cinquant'anni, e quindi immutabile e non accessibile ai tentativi di cambiamento a causa del volere dei «padroni» d'oltreoceano, si riuscirebbe a estirpare il potere economico-finanziario incentrato sul profitto, che impedirebbe ai giovani di costruirsi un avvenire col lavoro, e a cancellare le ingiustizie e le disuguaglianze sociali. Il commentatore, quindi, non vede alcunché di nuovo nella dottrina brigatista propria dei nuovi terroristi, ad eccezione del deterioramento delle condizioni lavorative attuali rispetto a quelle di trent'anni prima.
Pertanto, l'intervistato conclude col dire che, stando al pensiero di numerosi autorevoli analisti economici e storici di rilievo, fino a quando perdurerà l'attuale situazione di debolezza economica nazionale che sta impoverendo una larga fetta della popolazione, inesorabilmente e progressivamente, il terreno da cui scaturisce il mito di un'alternativa violenta non può che rinforzarsi, nonostante l'appello lanciato proprio ai giovani da Franco Bonisoli, ex militante del movimento eversivo, di «abbandonare il barbaro sogno della lotta armata, ché non conduce da alcuna parte».
I giornalisti Indro Montanelli e Giorgio Bocca diedero invece una diversa interpretazione: entrambi sostennero che i vecchi brigatisti s'inquadravano in un contesto italiano ed europeo che aveva dietro un'ideologia, dei filosofi (Jean-Paul Sartre, Herbert Marcuse e Louis Althusser), un modello di riferimento (Ernesto Che Guevara), e soprattutto una grossa parte dell'alta-borghesia che simpatizzava per loro, mentre le Nuove BR agivano senza le classi di riferimento (operai e grandi fabbriche), senza un'organizzazione forte, effettuando qualche rapina e uccidendo solo uomini indifesi (come Massimo D'Antona e Marco Biagi), tanto da ritenere sbagliato parlare di una rinascita del terrorismo, definendo i militanti delle Nuove BR «brigatisti di serie zeta», «ciabatte smesse», «spurghi di fogna» e «gente penosa».

## Lista delle principali colonne brigatiste
- BR – Le Brigate Rosse restano unitarie fino 1980. Hanno colonne a Roma, a Milano, a Torino, a Genova, a Napoli e in Veneto.
- Le Brigate Rosse - Colonna Francesco Berardi sono la colonna genovese, smantellata tra il 1979 e il 1980.

Alla fine del 1980 la colonna milanese si dichiara autonoma dalla direzione centrale e assume la sigla:
- BR-Colonna Walter Alasia.

È stata smantellata all'inizio del 1983 dalle forze dell'ordine.
La colonna autonoma milanese Walter Alasia portò avanti una strategia finalizzata all'inserimento delle lotte operaie nella lotta armata (sindacalismo armato).
È stata accusata dai militanti brigatisti delle altre colonne di «economicismo», ossia di ridurre la lotta armata a una mera rivendicazione salariale, senza più alcuna prospettiva rivoluzionaria.
- BR-PCC – Brigate Rosse per la costruzione del Partito Comunista Combattente è il nuovo nome utilizzato a partire dal 1981 dalle Brigate Rosse. Vengono smantellate dalle forze dell'ordine nel 1988.

Nell'ottobre del 1981 avviene una microscissione nella colonna veneta dalle BR-PCC. Si viene a creare la colonna:
- Brigate Rosse - Colonna Due agosto, attiva nel Veneto, viene smantellata nel marzo del 1982.

Parte della colonna veneta resta però fedele alla direzione centrale di Roma (BR-PCC). Si creano così le:
- Brigate Rosse - Annamaria «Cecilia» Ludmann – operanti in Veneto fino al marzo del 1982.

Dall'aprile 1981 il Fronte delle Carceri e la colonna napoletana, entrambi sotto la direzione di Giovanni Senzani, decidono di operare autonomamente dalla direzione centrale di Roma.
Si vengono così a creare le:
- BR-PG – Brigate Rosse - Partito della Guerriglia, è la rinnovata colonna napoletana. Tra il novembre e il dicembre del 1982 vengono arrestati gli ultimi militanti.

Senzani attua la scissione accusando la direzione centrale di «centralismo burocratico» (brutta copia del leniniano «centralismo democratico»), «soggettivismo tipicamente piccolo-borghese» e «revisionismo».
Esse furono d'ispirazione maoista, dalla strategia insurrezionalista piuttosto che semplicemente avanguardista, incentrando il metodo della lotta armata non tanto come fine ultimo del proletariato in lotta ma come mezzo per giungere alla rivoluzione, vicine ai bisogni del sottoproletariato e alle sue extralegalità e microdelinquenza, e infine interessate all'alleanza anti-imperialista con i movimenti del terzo mondo (terzomondismo maoista).
Con il disfacimento della colonna torinese nell'estate 1982 (fino ad allora ancora vicina alle BR-PCC di Roma) si ricrea a Torino una colonna con membri delle Brigate Rosse - Partito della Guerriglia. Il gruppo si riconosce nella sigla Comunisti per la costruzione del sistema di Potere Rosso, ma resterà poco attivo e terminerà di esistere nella primavera del 1983.
Nel 1985 avviene l'ultima scissione. All'interno delle BR-PCC, rimaste le più forti e longeve rispetto alle altre colonne resesi autonome, si separano i militanti della «Prima Posizione» che mantiene lo stesso nome (BR-PCC) e quelli della «Seconda Posizione» che assume il nome:
- BR-UCC – Brigate Rosse - Unione dei Comunisti Combattenti.

Le BR-UCC, ala militarista («Prima Posizione»), furono d'ispirazione leninista, incentrando quindi il ruolo dell'organizzazione nel porsi come avanguardia politico-militare unicamente della classe operaia. La loro leadership era riconducibile a Barbara Balzerani. Operarono fino al 1988.
Le BR-UCC, ala movimentista («Seconda Posizione»), a livello teorico riprendevano le tesi espresse da Giovanni Senzani con le sue Brigate Rosse - Partito della Guerriglia. Per questo vennero definiti «postsenzaniani».
Le BR-UCC vengono sciolte tra il maggio e il giugno del 1987.

## Il simbolo
Il simbolo delle BR era una stella asimmetrica a 5 punte inscritta in un cerchio. Comparve per la prima volta in alcuni volantini ciclostilati nel 1971. I primi brigatisti scelsero la stella come simbolo dell'organizzazione perché tale simbolo era stato adottato da diversi movimenti rivoluzionari dell'epoca e faceva parte della simbologia comunista. Non riuscendo tuttavia a disegnare una stella perfettamente simmetrica e volendo che il loro simbolo fosse facilmente riproducibile, presero come punto di riferimento, nei diversi tentativi di disegnare una stella simmetrica, un cerchio che si potesse disegnare facilmente con l'ausilio di una moneta da cento lire e una stella che si potesse disegnare senza staccare la matita dal foglio. Si rassegnarono infine all'asimmetria della loro stella, come tratto distintivo del simbolo. La stella, negli striscioni era di color bianco su sfondo rosso e compariva in mezzo, tra la lettera «B» e la lettera «R», tuttavia, dati gli strumenti di comunicazione grafica di quei tempi, divenne nota principalmente come bianca su sfondo scuro nelle fotografie diffuse dai brigatisti, sempre in bianco e nero, e disegnata in nero su carta bianca nei volantini ciclostilati e dipinta in nero sulle scritte sui muri.

## Cinematografia
- Il caso Moro, regia di Giuseppe Ferrara (1986).
- L'anno del terrore, regia di John Frankenheimer (1991).
- Piazza delle Cinque Lune, regia di Renzo Martinelli (2003).
- Buongiorno, notte, regia di Marco Bellocchio (2003).
- Guido che sfidò le Brigate Rosse, regia di Giuseppe Ferrara (2005).
- Anni Spietati - Una Città e il Terrorismo: Torino 1969-1982, regia di Igor Mendolia (2008).
- Aldo Moro - Il presidente, regia di Gianluca Maria Tavarelli – miniserie TV (2008).
- Il sol dell’avvenire, regia di Gianfranco Pannone (2008).
- Il sorteggio, regia di Giacomo Campiotti (2010).
- Ils étaient les Brigades Rouges (Erano le Brigate Rosse), regia di Mosco Levi Boucault (2011).
- Sangue, di Pippo Delbono (2013).
- Esterno notte, regia di Marco Bellocchio (2022).